# 中国青铜器

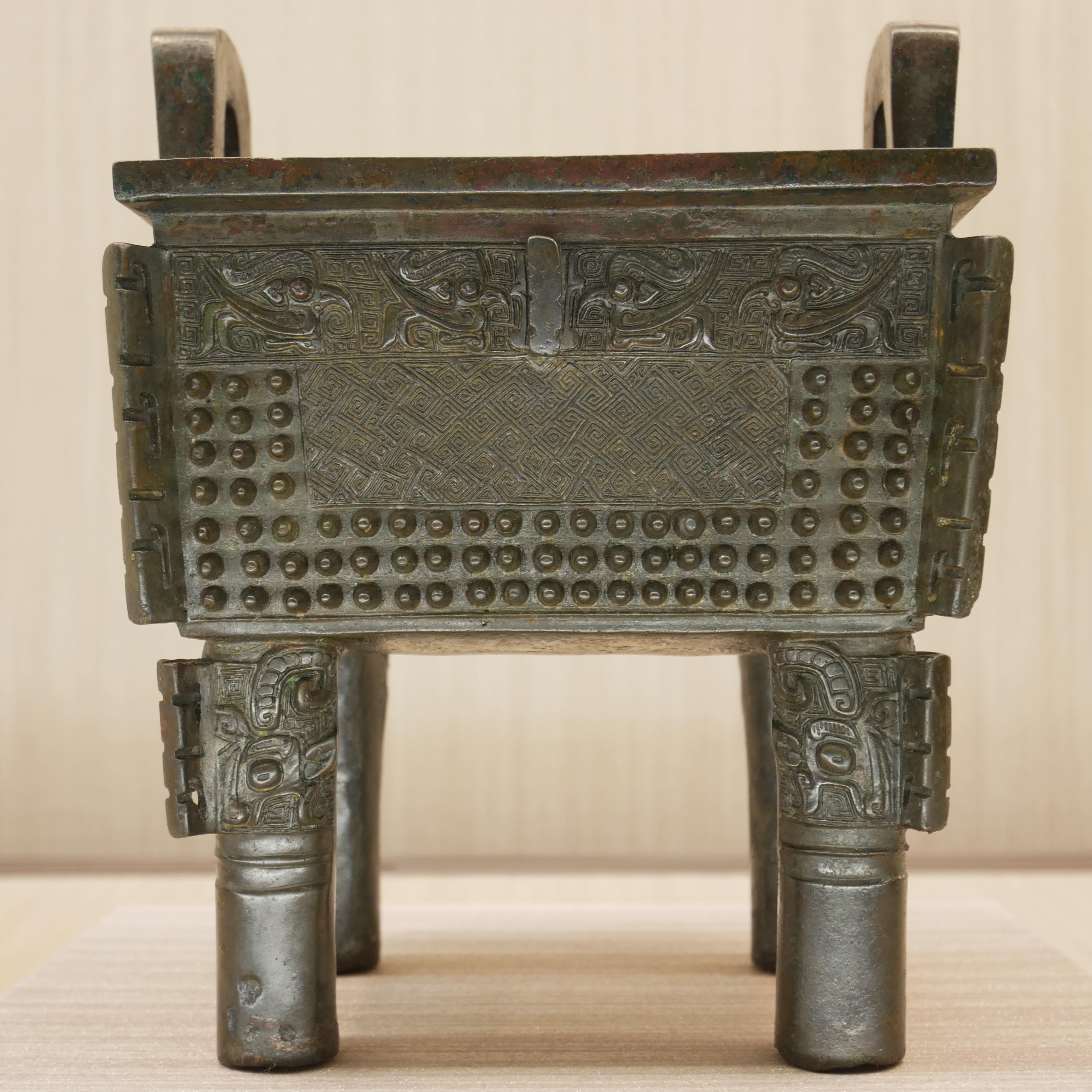
商代後期亞醜方鼎（山東省濰坊市青州市東夏鎮蘇埠屯村）

中国青铜器是中国在夏商周时期的文化与科技的代表，具有特殊的社会地位，是森严等级制度的产物。中国青铜器最早出現於公元前五千年，到汉代逐渐由铁器所取代，中国的青铜时代跨越了约三千年的历史长河。青铜合金主要以铜-锡-铅为主要原料。

## 历史

### 早期
公元1973年，人们在陕西临潼姜寨仰韶文化遗址中的一处房屋遗迹里发现了一件圆形的残铜片。房屋的年代经碳14测定为公元前4700年左右。考古学家鉴定铜片为铸造而成的黄铜器，即铜锌合金。中国出土的最早的青铜器，是1975年在甘肃东乡林家出土的马家窑文化的青铜小刀，年代约为公元前2740年。在西元前2000年前的龙山时期，中国开始进入青铜时代。
夏朝时期青铜器以二里头文化中的青铜器为代表。二里头文化以河南偃师二里头遗址为代表，时间上接龙山文化。二里头文化中，除了较早时期文化中已有的青铜器工具、兵器、饰物，还出现了青铜制的容器，其中以爵为多。二里头文化中的青铜爵以合范法制作，器胎很薄，具备了鋬和流。
中国早期青铜器的造型和纹饰承接了新石器时代石器和陶器的特征。青铜制的兵器和工具，其外型样式大多来自石器；青铜制的容器外观造型则多来自陶器。无论是鼎、鬲、爵、斝，都有陶器原型。青铜器的纹饰和铭文也沿用了石器和陶器。龙山文化中出土的陶器多有彩绘纹饰，其中不少见于後来的青铜器中，如云雷纹、蟠龙纹等。良渚文化中的玉器上有各种饕餮纹，也见于青铜器上。
二里头文化中出现了在青铜器上镶嵌绿松石的技艺，出土文物中有用绿松石镶成十字纹或饕餮纹的器件。

### 商朝青铜器
自商朝开始，青铜器文化走向发展的顶峰。商朝青铜器大致可以分为二里冈期和殷墟期两个阶段，即以商王盘庚迁都于殷为分野。
二里冈时期的青铜器主要在河南郑州二里冈和辉县琉璃阁等地发现，时间上接二里头文化，也继承了二里头文化青铜器的特色。与二里头时期相比，二里冈时期的青铜器种类明显增多。烹炊器有鼎、鬲、甗；食器有簋；酒器有觚、爵、斝、角、尊、卣、壶、罍；水器有盤、盉；兵器有戈、矛、𨱆、刀、镞；工具有斧、锛等。二里冈时期的工匠已经能制作大型青铜器。1974年张寨前街出土的方鼎高达100厘米，重82.4公斤。1982年郑州又发现了类似的方鼎。此外，二里冈时期的青铜器已经出现了铭文。最早的铭文青铜器是中国历史博物馆所藏的一件鬲。
殷墟时期的青铜器达到了中国青铜器发展史上的第一个高峰。以殷墟为中心，北至内蒙古和辽宁，东至海岸，西至甘肃四川，南至两广，都有符合殷墟特征的青铜器出土。无论是数量还是质量，殷墟时期的青铜器都有极大发展，种类、样式更为多样，制作更加精美，花纹更加繁缛华丽。合范法在殷墟时期达到了很高的水平。这一时期的青铜器体制更加庞大。迄今发现的最大单体青铜器：后母戊大方鼎就是在殷墟发现的。殷墟时期不但出现了大量青铜礼器、兵器、工具，还出现了青铜乐器和车马器。
商朝盛行以鸟兽为器物形象的青铜尊，如四羊尊、象尊、猪尊和鸮尊等。商代也出现了青铜犁、青铜插、青铜耒、青铜耙、青铜锯等生产工具，尽管还未普及。目前已知最早的青铜器铭文出现在商朝中期。

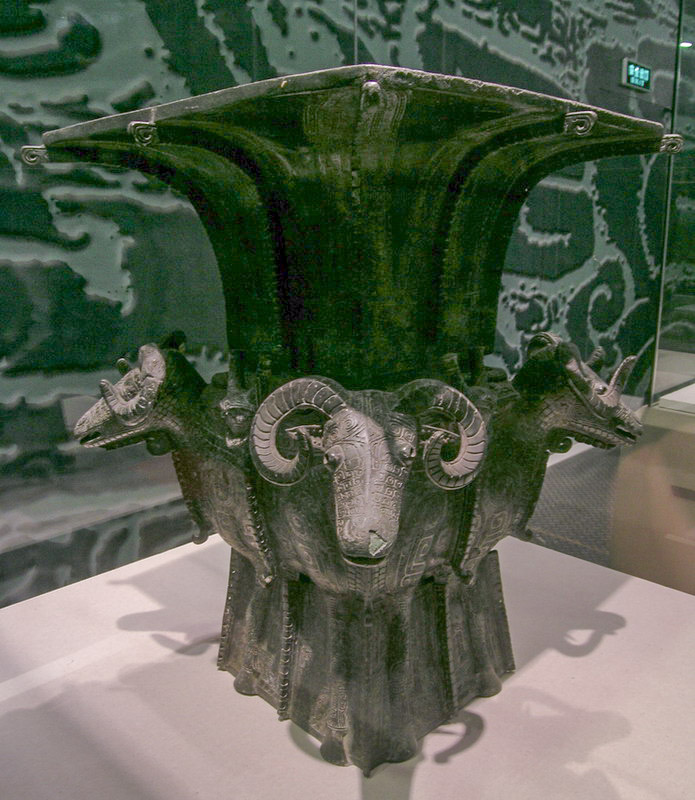
商代青铜器四羊方尊，藏于中国国家博物馆。

### 西周青铜器
西周前期的周人延续了商代的青铜器形制，也照样继承了商代流行的饕餮纹。《吕氏春秋·先识览》也记载“周鼎著饕餮，有首无身，食人未咽害及其身，以言报更也”。相传缙云氏的儿子“饕餮”极其贪财贪吃而最终没有好下场，被舜辅佐尧消灭了其部族。在商周时期，人们已经将饕餮作为一种必要的装饰纹，时时刻刻提醒人们饮食要有节制，不要成为“饕餮”。云雷纹在商代中期就已出现但还不流行，在西周中期礼制改革和春秋战国以后，周代青铜器的纹样逐渐转变为以云雷纹为主。部分西周青铜器还带有铭文。

### 春秋战国青铜器
春秋战国时期青铜冶炼技术仍然在继续发展，但已经不像前朝讲究艺术效果，而是讲究实用和朴素风格。商朝和西周时期盛行酒器，在春秋战国时期已经大为减少。带钩和铜镜是当时冶炼水平的代表物。在楚国的长沙出土了最多数量的铜镜。而在曾国（今湖北随州）出土的大型曾侯乙编钟以及其他一系列青铜器则是春秋时期高超的冶炼技术的反映。进入秦汉时期，虽然青铜器依然在前期铸造，但是也开始逐渐被早期铁器所取代。铜镜的冶炼工艺沿袭下来，但在材料上也开始出现改变。

### 秦汉时期青铜器

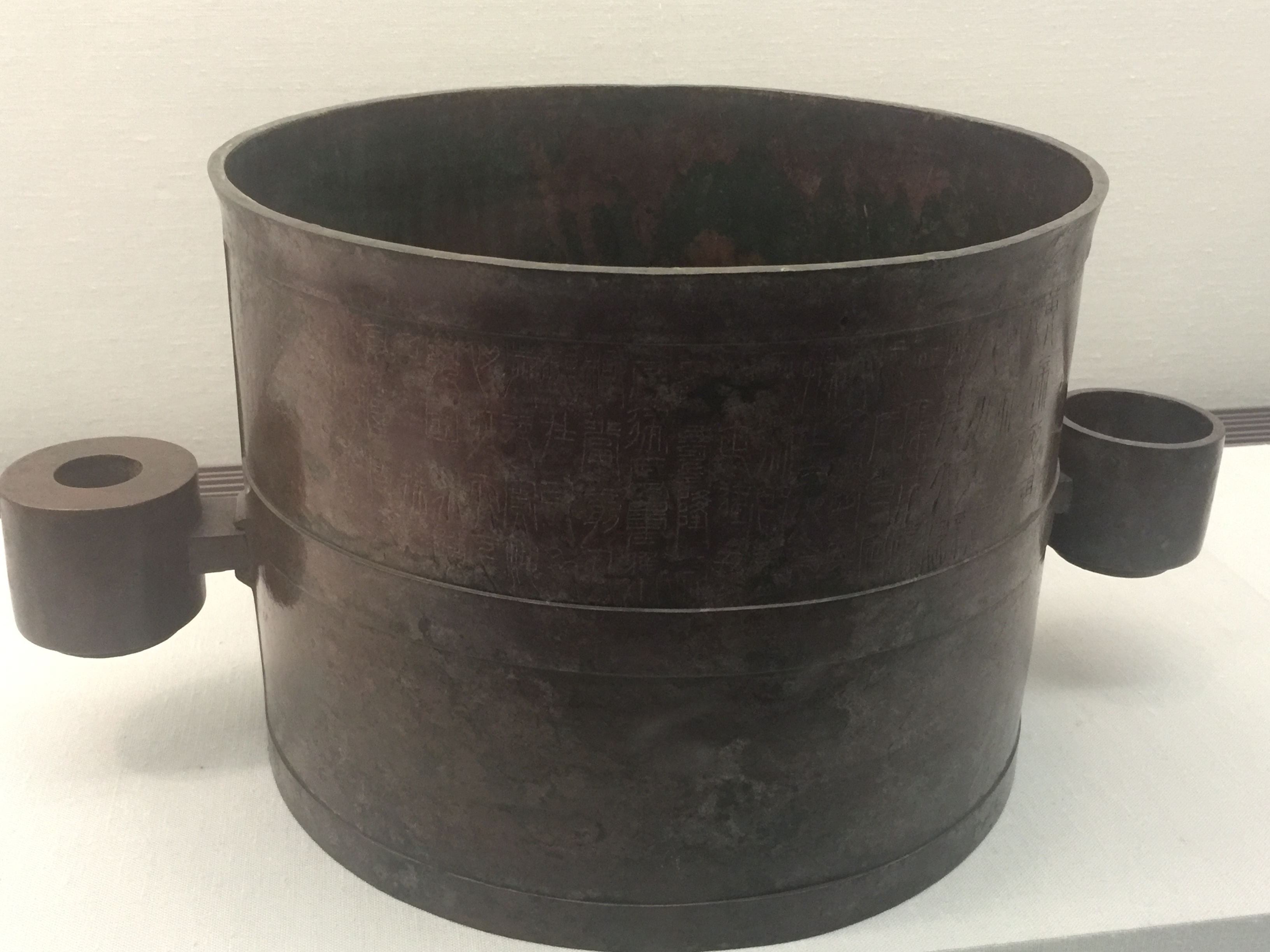
新莽嘉量，藏於國立故宮博物院。

## 青铜器铸造

### 陶範铸造技术
陶範铸造技术简称陶範法，也被称为泥範法。河南偃师二里头夏代和商代前期铸铜遗址、郑州商城铸铜遗址、河南安阳孝民屯商代后期竹筒一直、山西侯马春秋晚期晋都筑城遗址等均发现大量的泥模、陶範等工具。陶範法铸造青铜器，可能采用一次铸造成型的浑铸技术；对复杂青铜器，使用，分铸铸接、焊接、机械连接等手段。
制作陶範的原材料主要是土、砂、植物纤维、草木灰、熟料等物质按照一定比例混合形成，透过加入砂来提高耐火度，加入熟料减小收缩量，加入植物纤维和草木灰提高透气性。
陶範法的主要流程是：
1. 雕塑待铸造的泥模；
2. 烘培泥模变硬，在泥模上分块制作外範；
3. 在外範上补课纹饰；
4. 形成空腔；
5. 制作铭文泥模，嵌入泥芯；
6. 合範，将外範与泥芯组合到一起；
7. 阴干陶範后，加热到600摄氏度-900摄氏度；
8. 浇注青铜液，冷却后清除外範和泥芯，精整并抛光。

### 失蜡铸造技术
失蜡铸造技术使用蜡料制模，外糊範料，烘培时蜡料熔失而得到无需分範面的整体陶範，可一次获得具有三维空间构造、立体透雕效果的复杂铸件。页99

## 地理分布
以黄河流域的河南、陕西为主地带的青铜器出土较早较多，以前被认为是青铜器造诣最高的地方。近年来不断在湖南、湖北、四川、江西等商文化的边缘或者不属于商文化的地区，也发现了大量精美的青铜器，部分青铜的造诣甚至超过中原地区。长江流域的青铜器是如何发展的，还需要进一步的考古调查和研究才能证实。
主要出土地：
- 河南安阳殷墟，商代后期
- 陕西扶风、岐山周原遗址，西周时期
- 湖南长沙宁乡炭河里遗址，商代后期至西周
- 湖北随州擂鼓墩墓葬群，春秋时期
- 江西新干商代大墓，商代后期
- 四川广汉三星堆，商代后期
- 四川成都青白江船棺墓群，春秋至戰國時期

## 分类
青铜器主要有工具、兵器、构件、礼器和装饰品等类别。制作精美的大型青铜器都是礼器。

### 青铜食器
食器主要分为蒸饪器、盛食器两种。蒸饪器包括鼎、鬲（lì歷）、甗（yǎn眼）等；盛食器包括簋（guǐ軌）、簠（fǔ府）、盨（xǔ许）、敦（duì對）、豆等。其中鼎是最重要的青铜器。

亞醜方簋，商晚期至西周初期，國立故宮博物院。
雙龍紋簋，西周早期，國立故宮博物院。
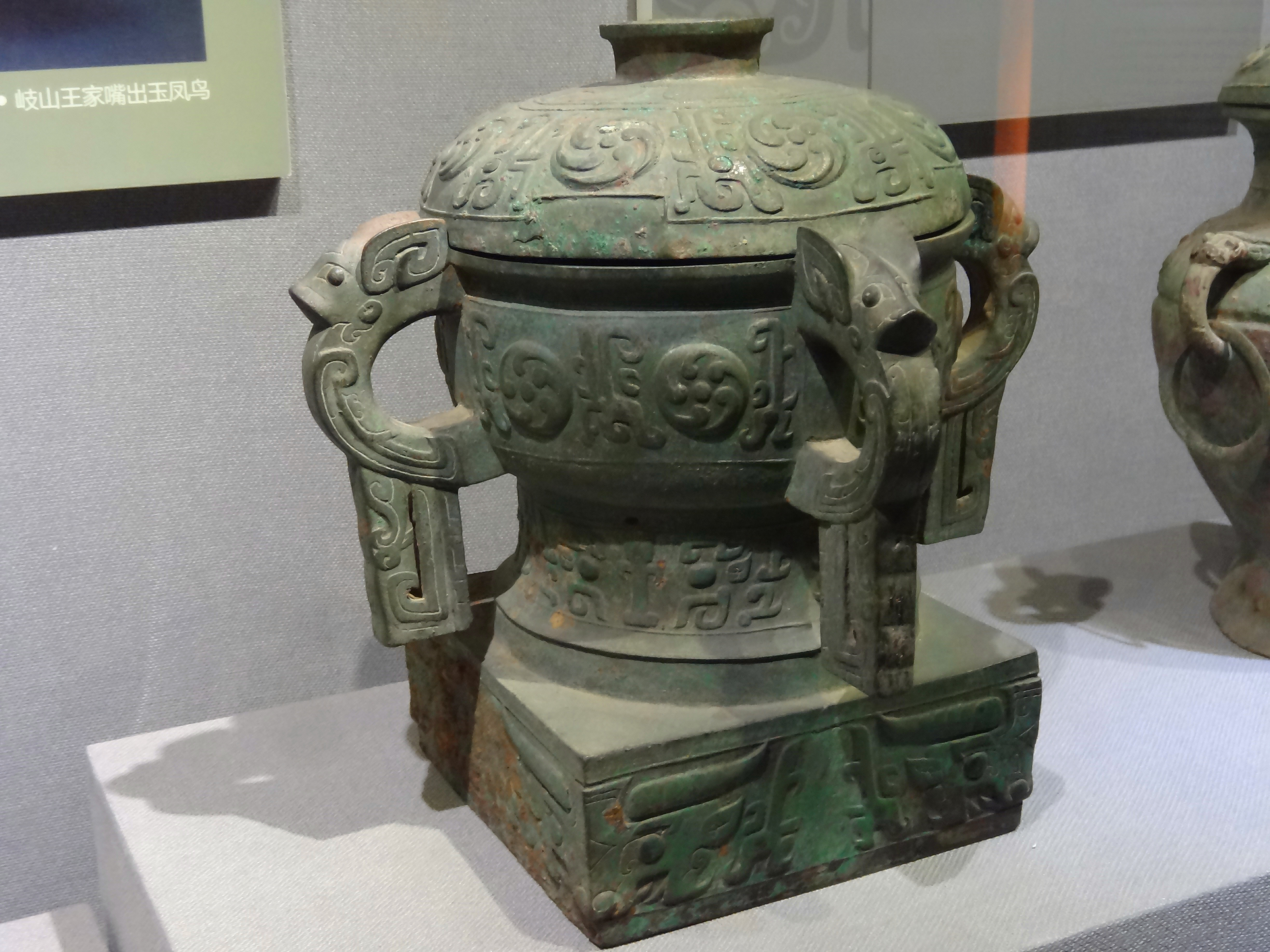
西周魚伯四耳方座簋，西周早期，宝鸡青铜器博物院。
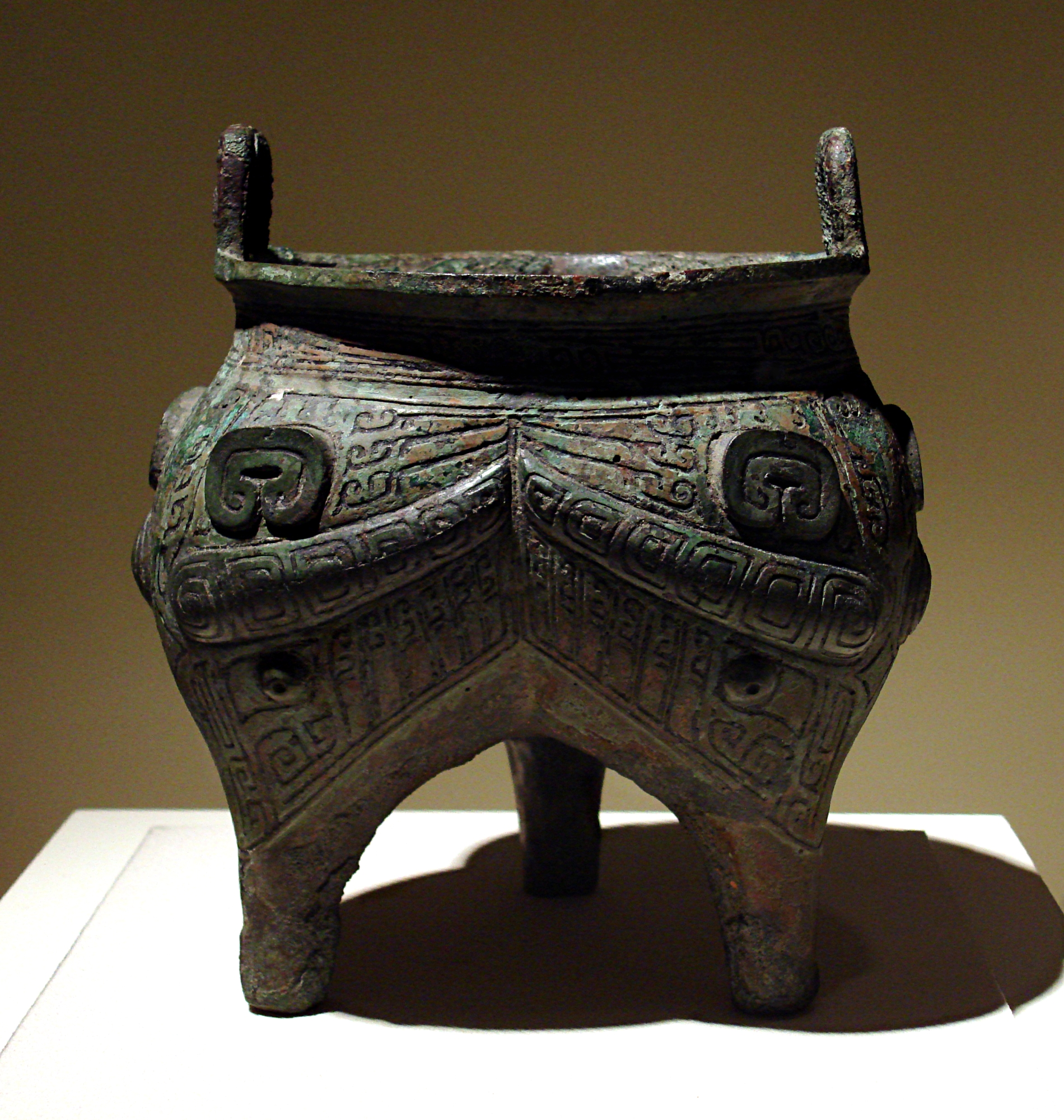
鬲，西周。
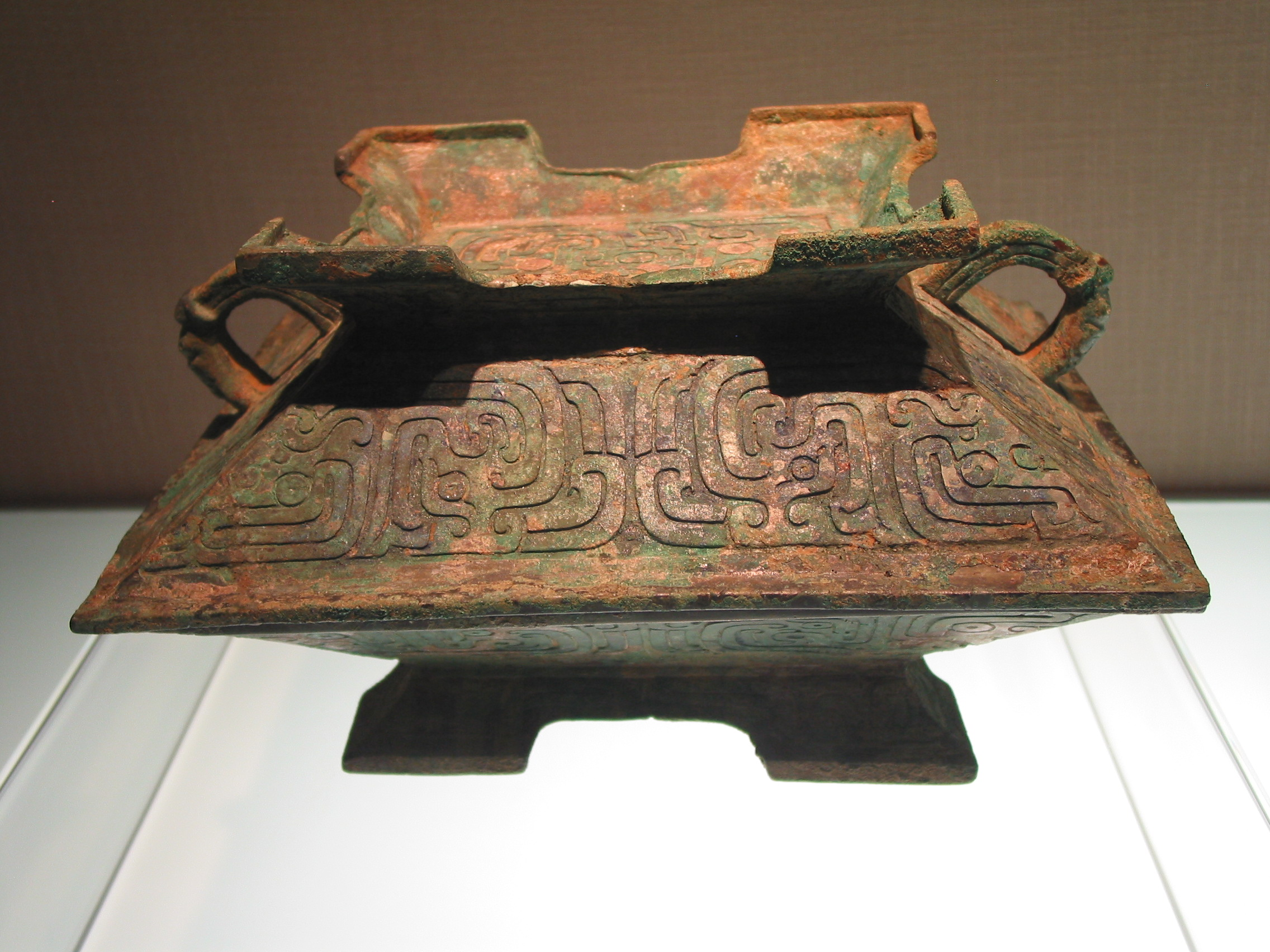
象首紱簠，西周未期至春秋初期，首都博物馆。
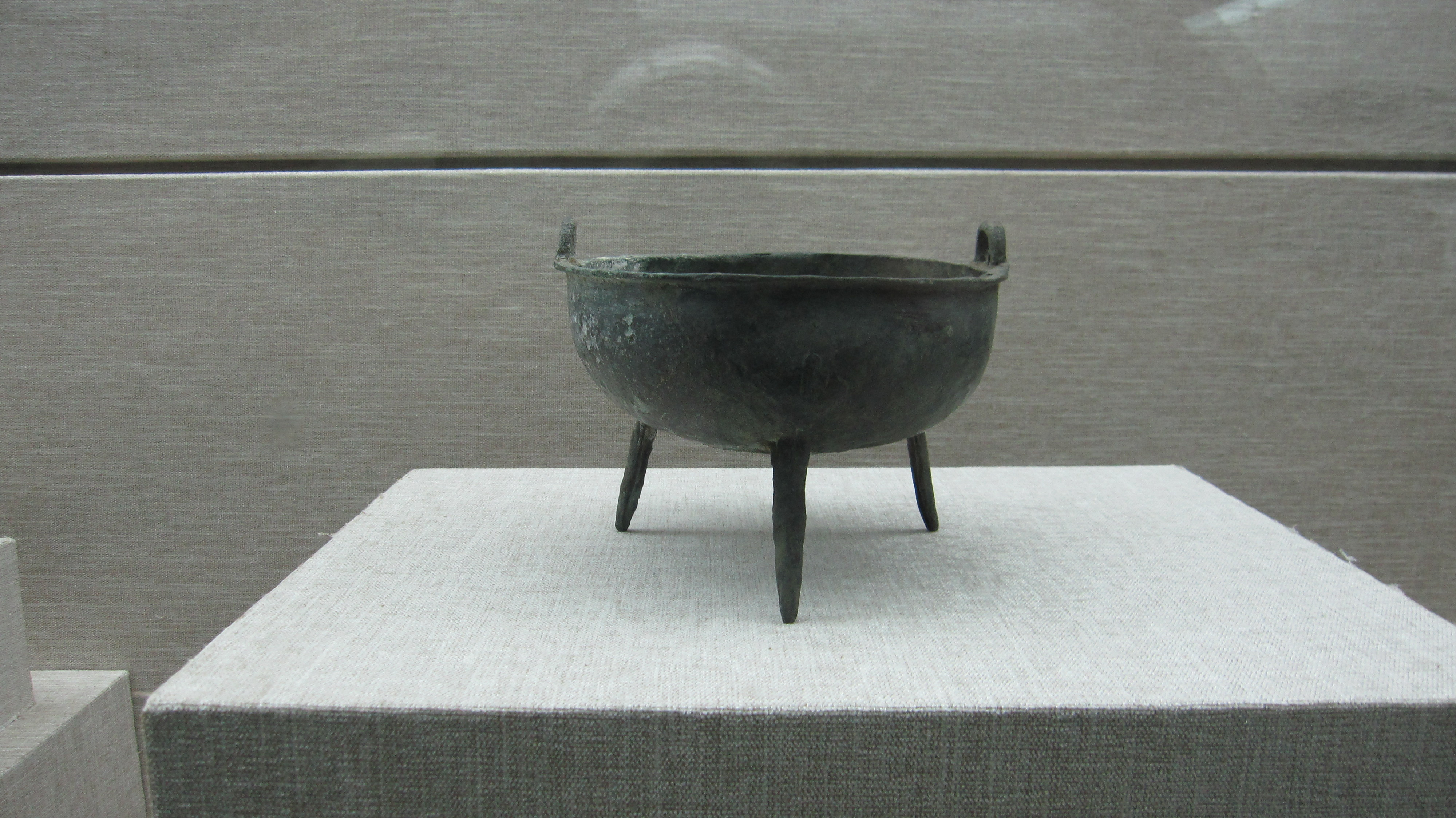
重环纹铜鼎，春秋，衡阳市博物馆。

### 青铜酒器
酒器主要分为饮酒器和盛酒器两种。饮酒器包括爵、角、斝（jiǎ甲）、觚（gū姑）、觯（zhì志）和觥（gōng公）等；盛酒器包括尊、卣（yǒu友）、壶、罍（léi雷）、鍾和方彝等。

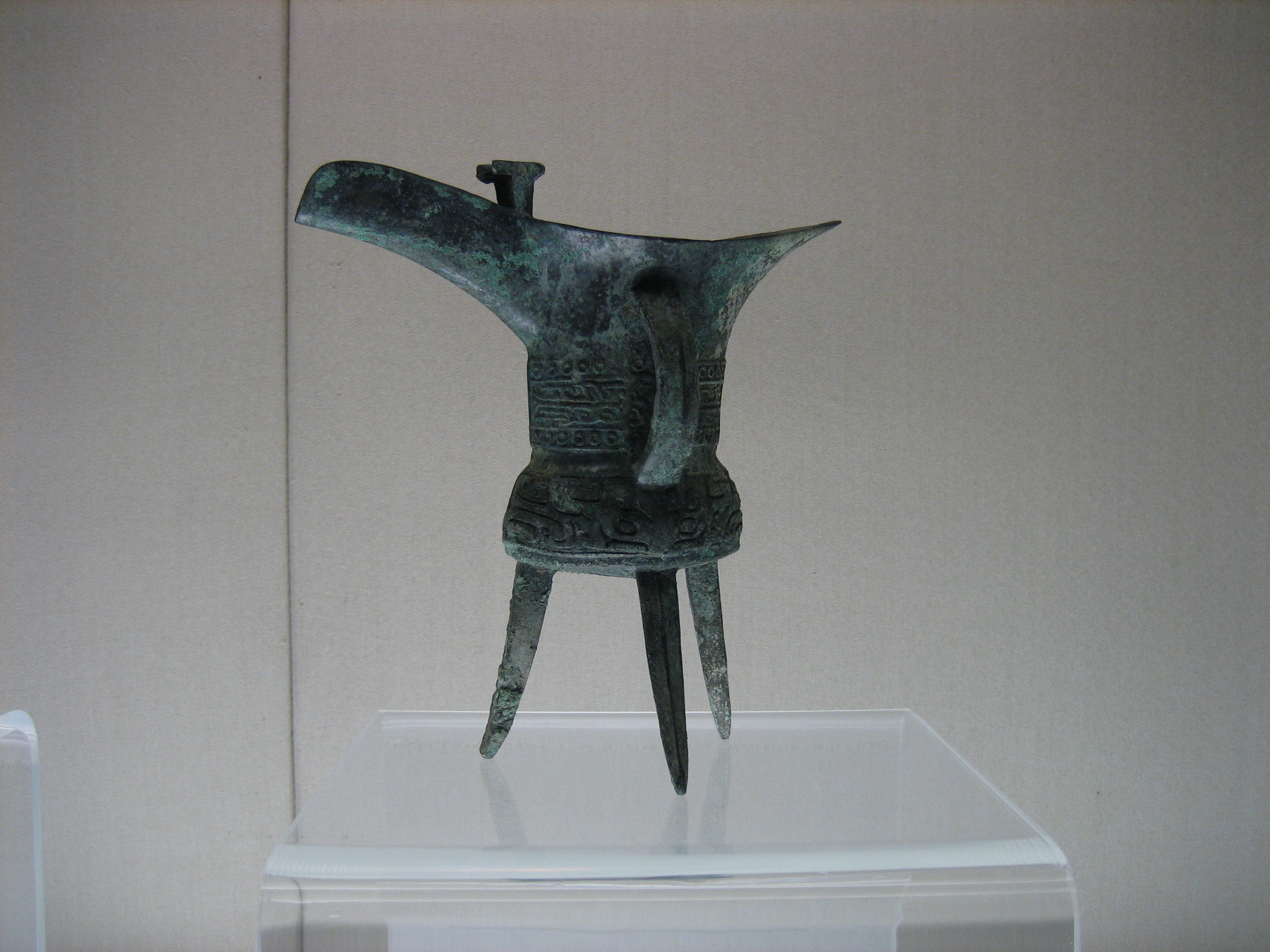
兽面纹爵,商代，上海博物馆。
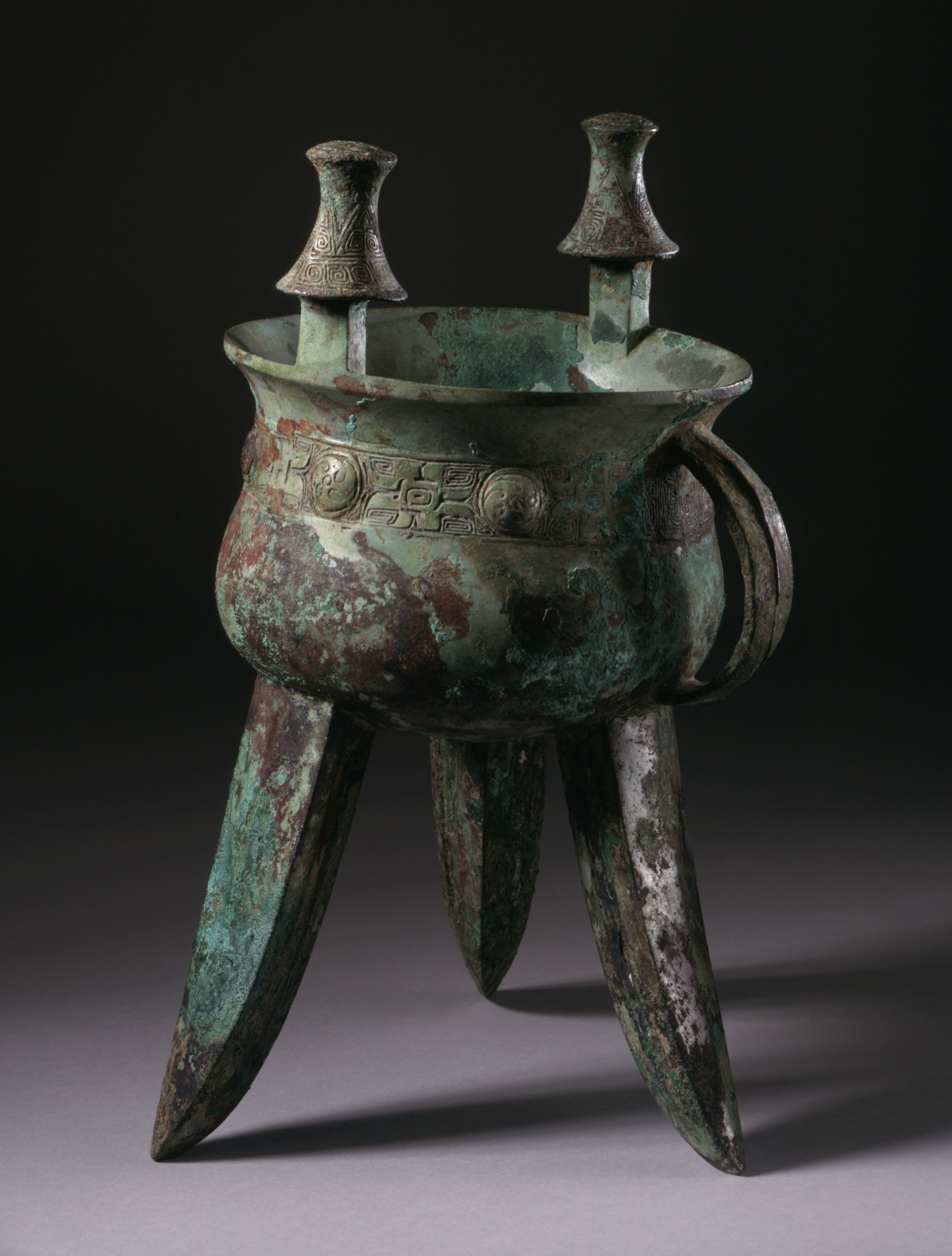
圆底斝,商代，洛杉矶郡艺术博物馆。
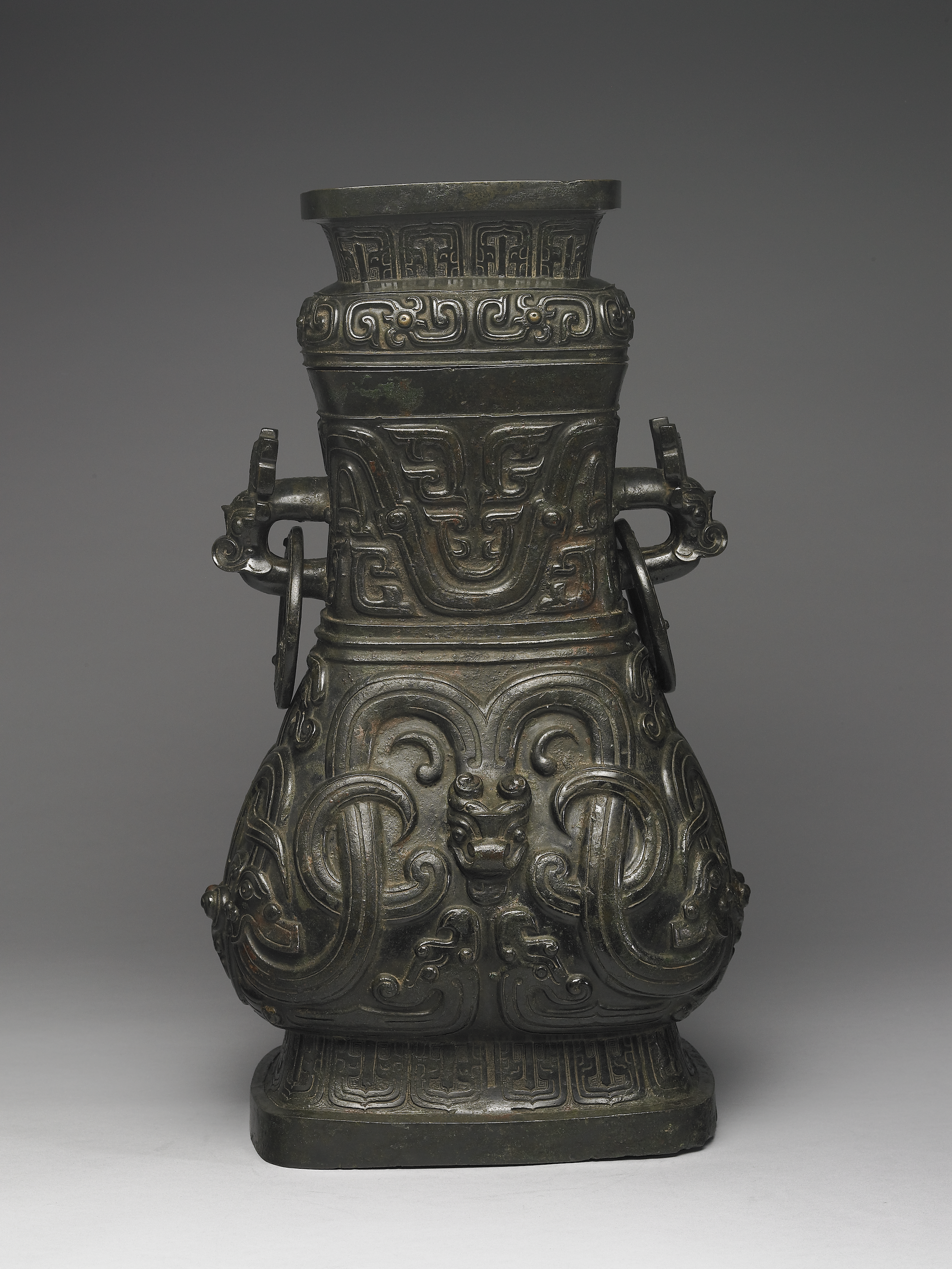
頌壺，西周晚期，國立故宮博物院。
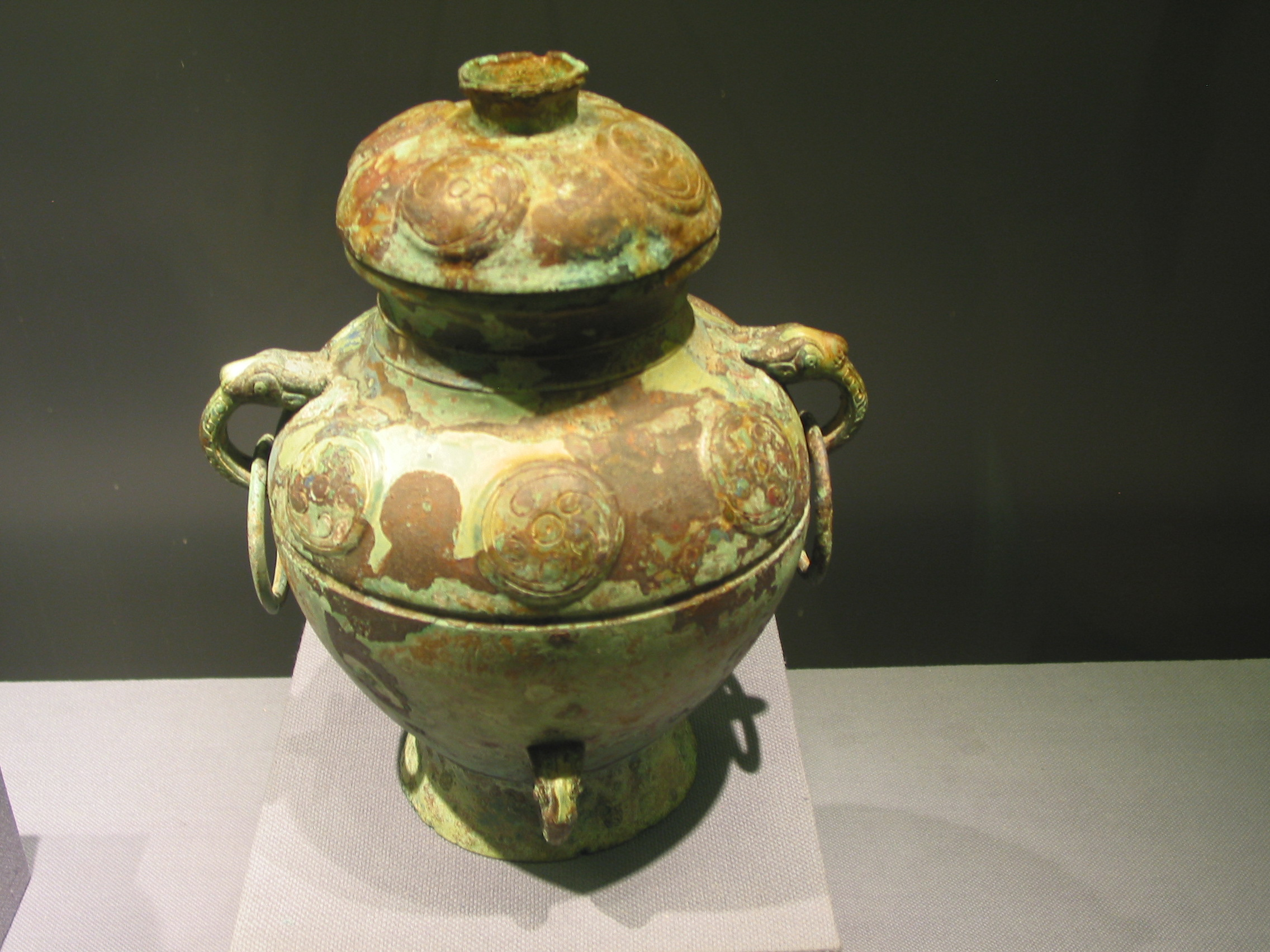
克罍，西周，首都博物馆。
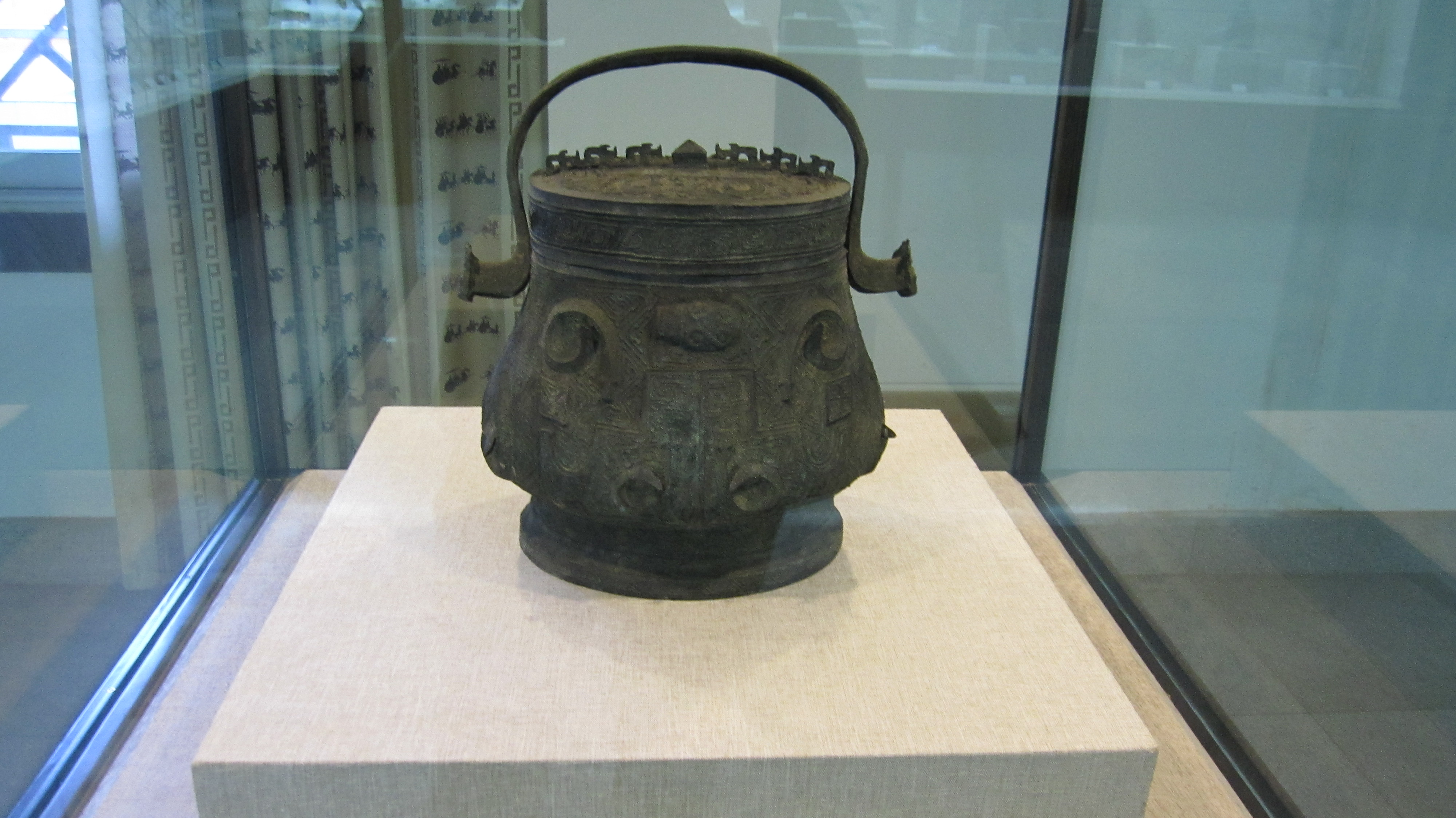
动物纹提梁卣，春秋，衡阳市博物馆。

### 青铜水器
青铜水器主要是在行礼时净手所用，以表示恭敬和虔诚。水器包括盘、盉（hé禾）、匜（yí移）、鉴等。

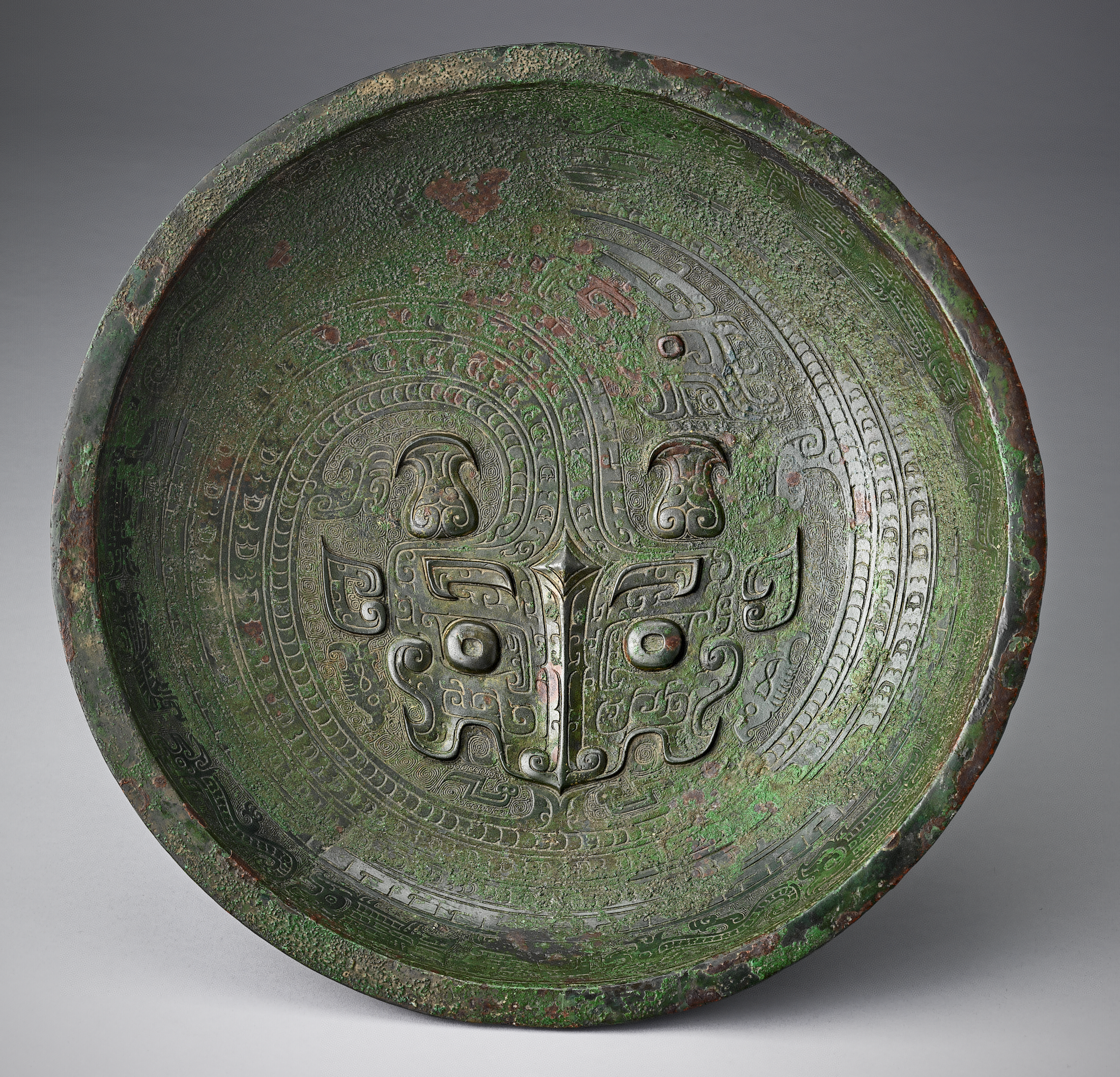
蟠龍紋盤，商後期，國立故宮博物院。
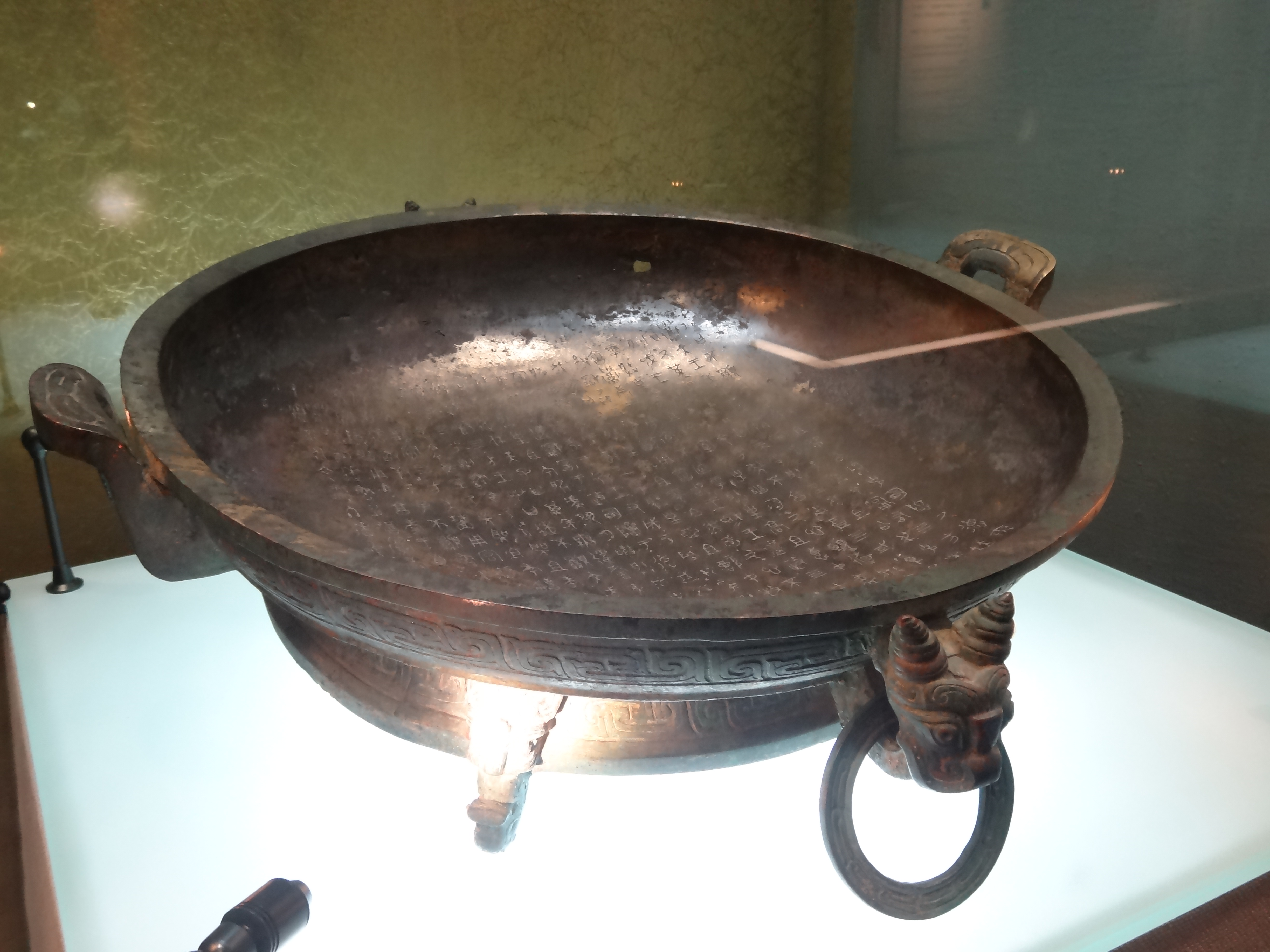
逨盘，西周，宝鸡青铜器博物院。
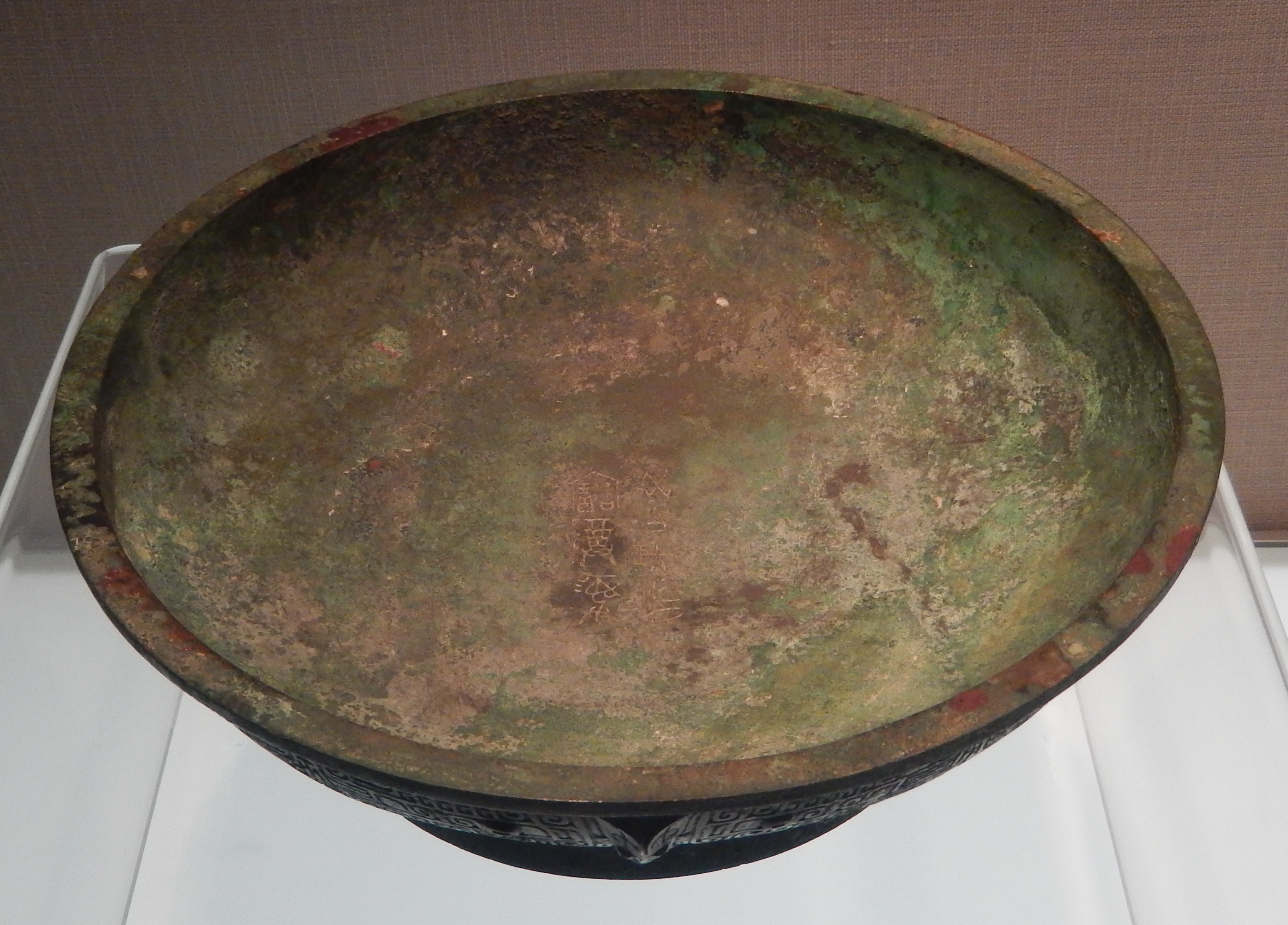
伯矩盘，西周早期，首都博物馆。
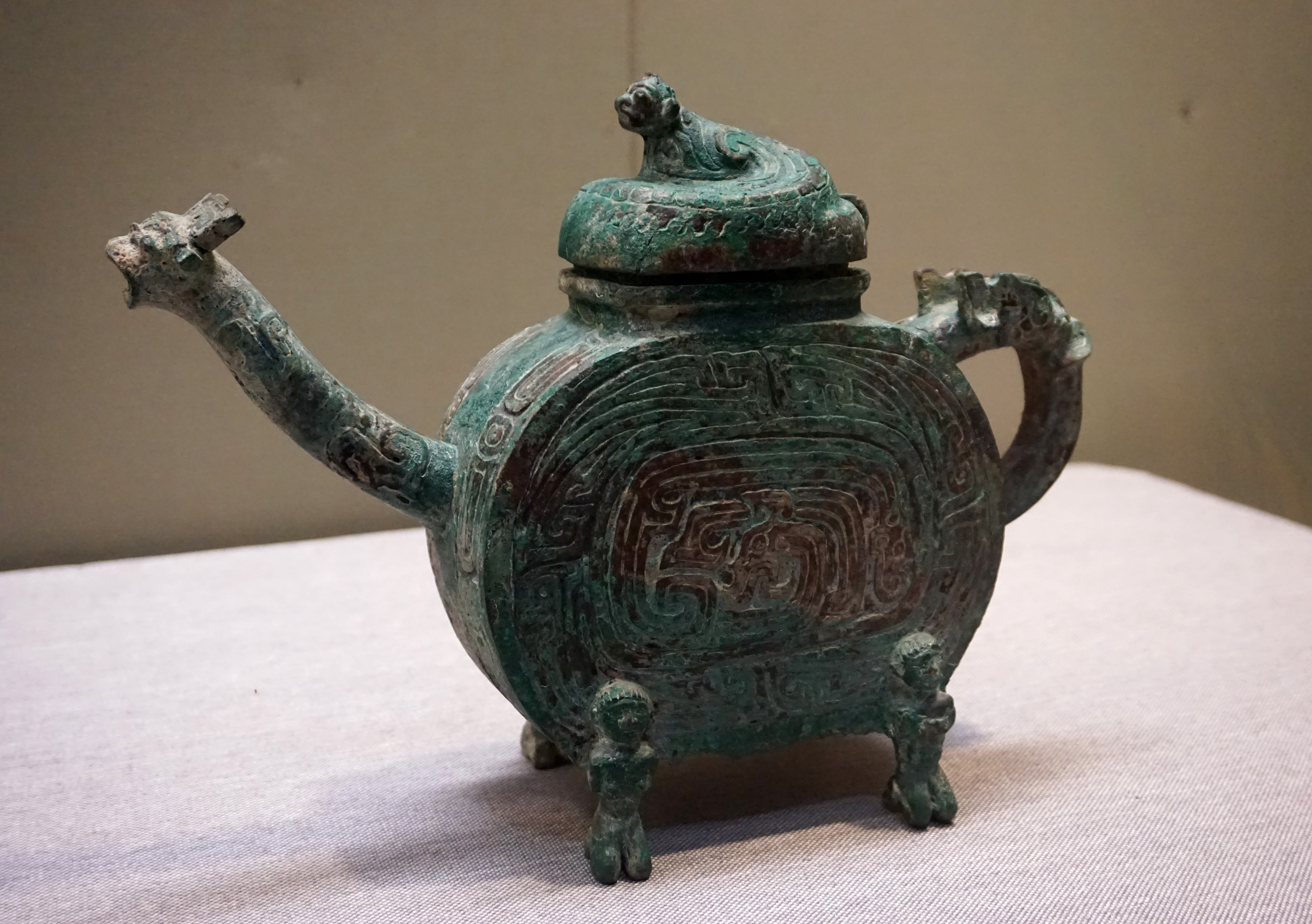
西周蟠龙纹青铜盉，河南博物馆。
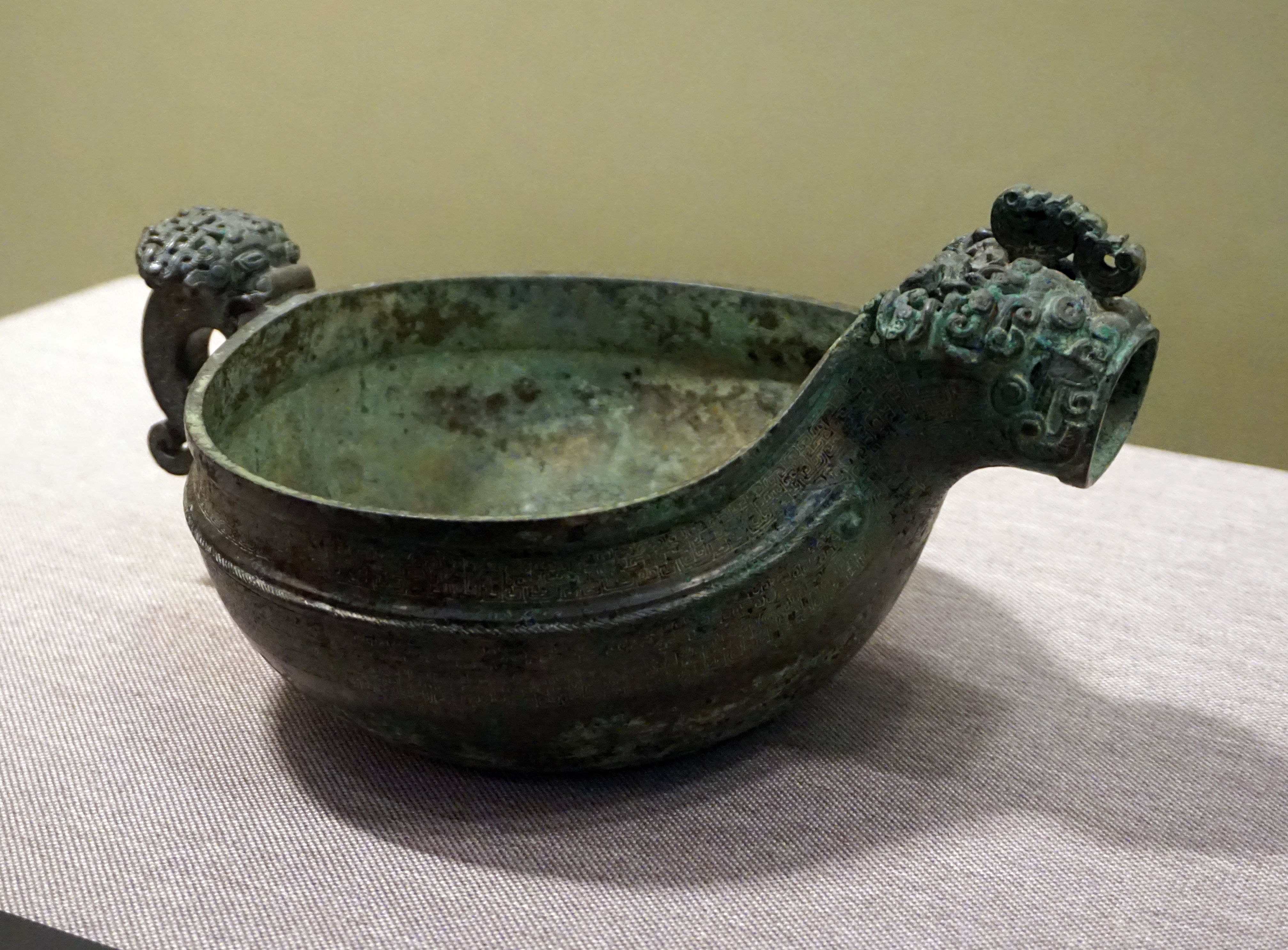
西周蟠虺纹青铜匜，河南博物馆。

### 青铜乐器
主要的乐器有铙、鐘、鼓、鎛、錞及鉦等。
根据钟纽的形制差别，不同的钟有“铙”、“铎”、“鎛鐘”、“甬鐘”、“钮鐘”等不同称呼。而编钟是将各种不同的钟按照大小、音阶依次排列而悬挂在钟架上。现存最大的曾侯乙编钟是最好的代表。

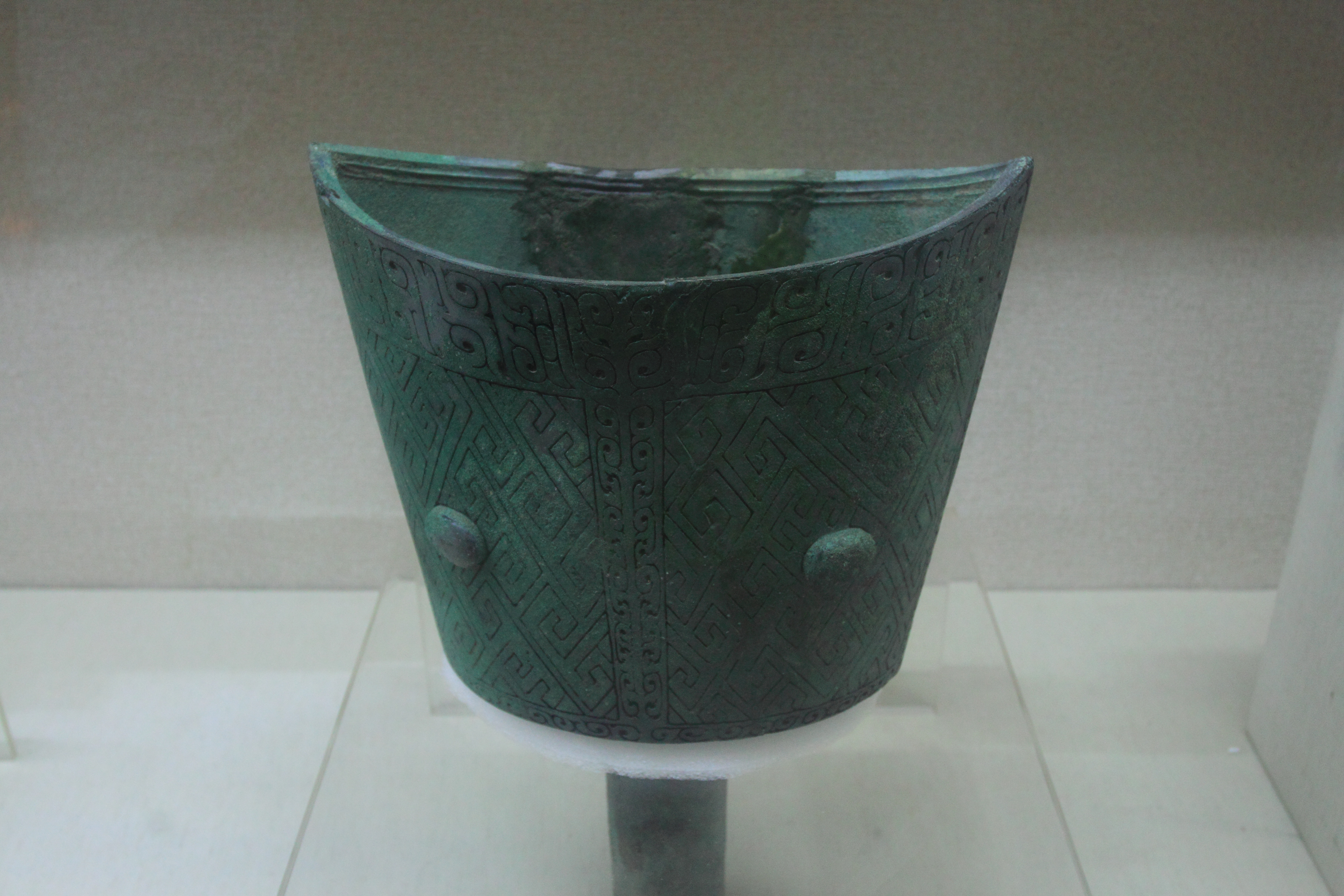
勾连雷纹青铜铙，商代，江西省博物馆。
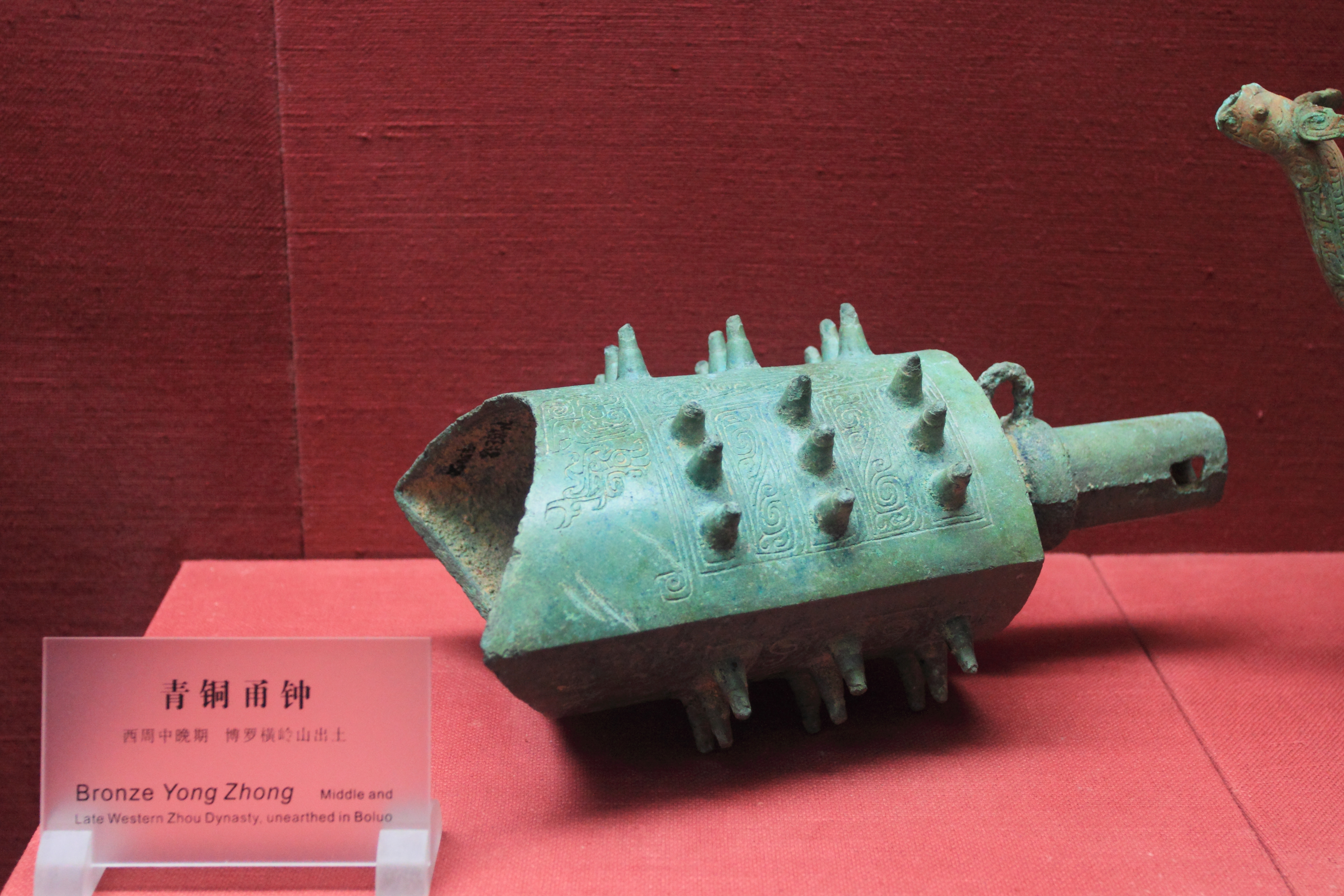
青铜甬钟，西周中晚期，广东省博物馆。
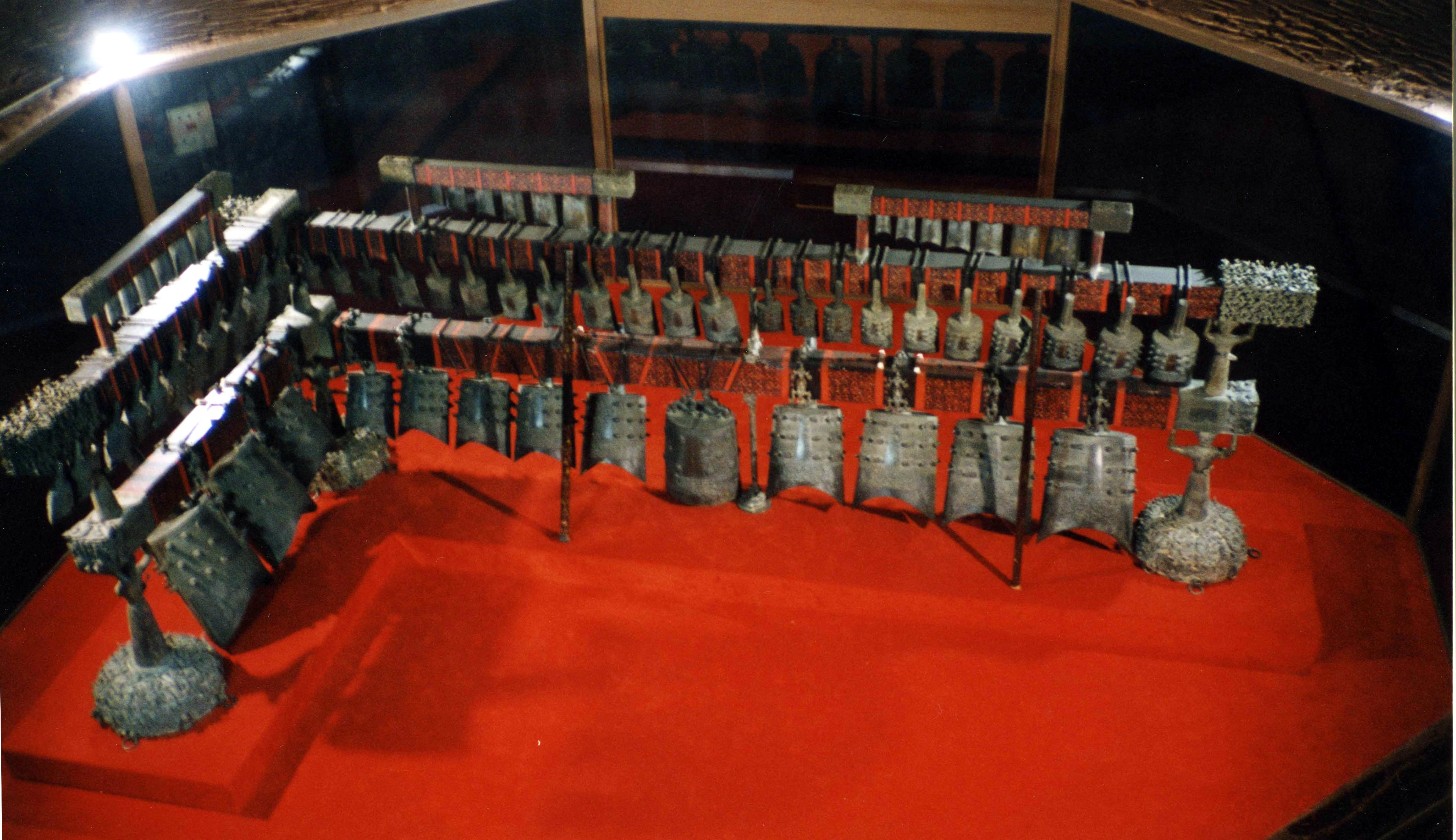
曾侯乙编钟，战国，湖北省博物馆。

### 兵器
青銅兵器有戈、矛、戟、鉞、劍、鈹、箭鏃、盾鍚等。

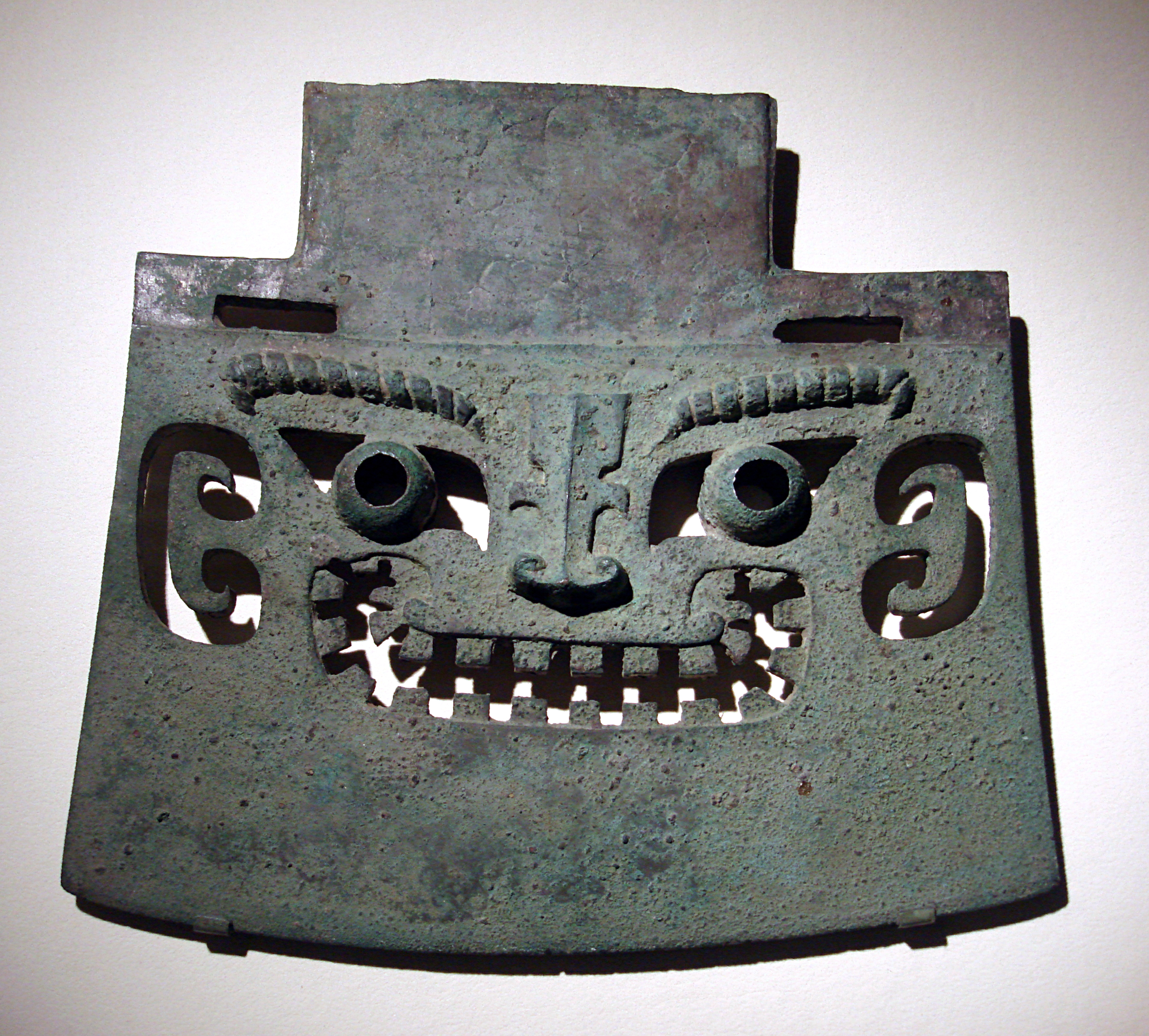
人面纹钺，商代，中国国家博物馆。
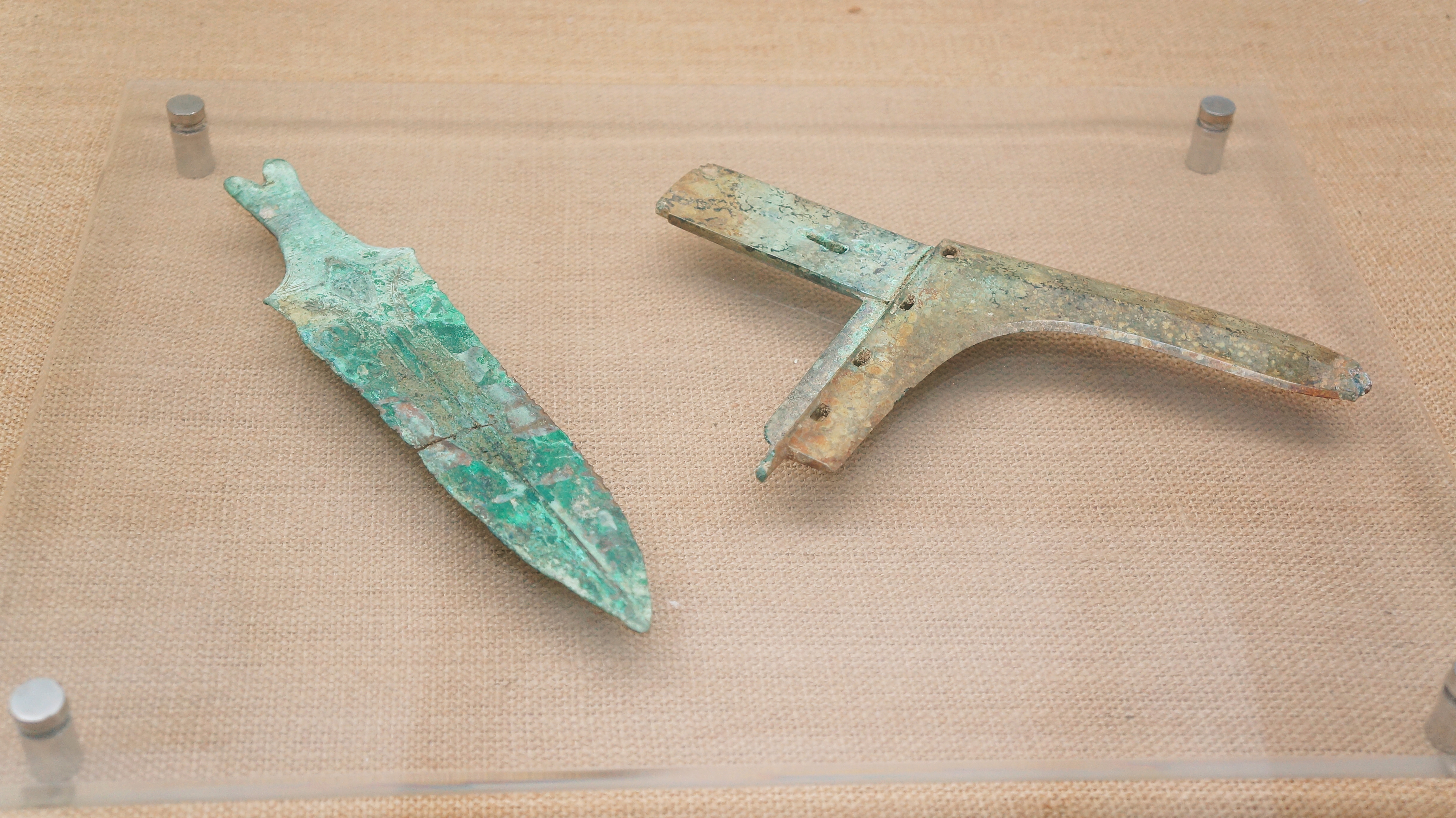
人面纹铜匕首及铜戈，左西周，右战国，柳州博物馆。
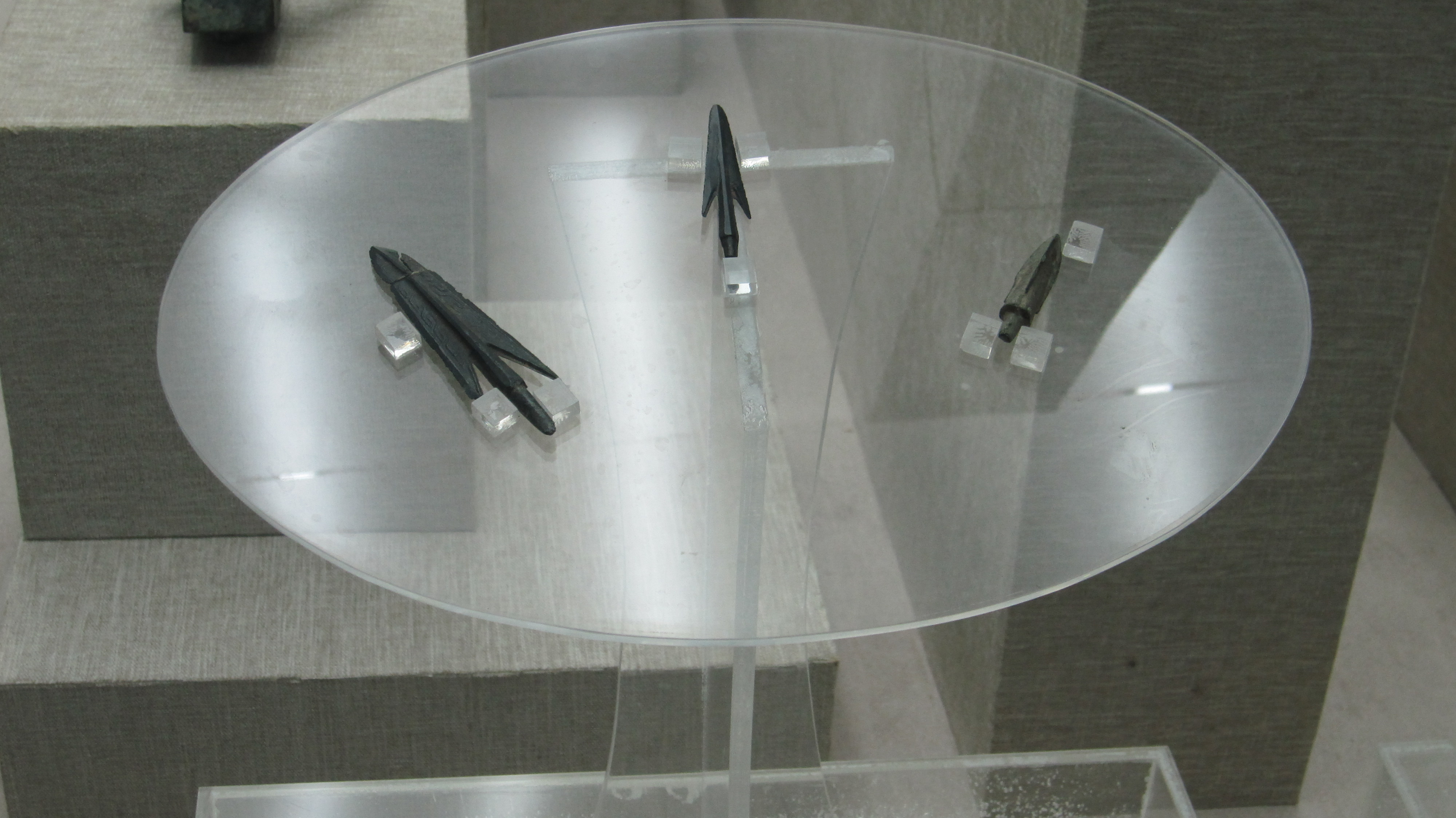
双翼式铜箭镞，春秋，衡阳市博物馆。
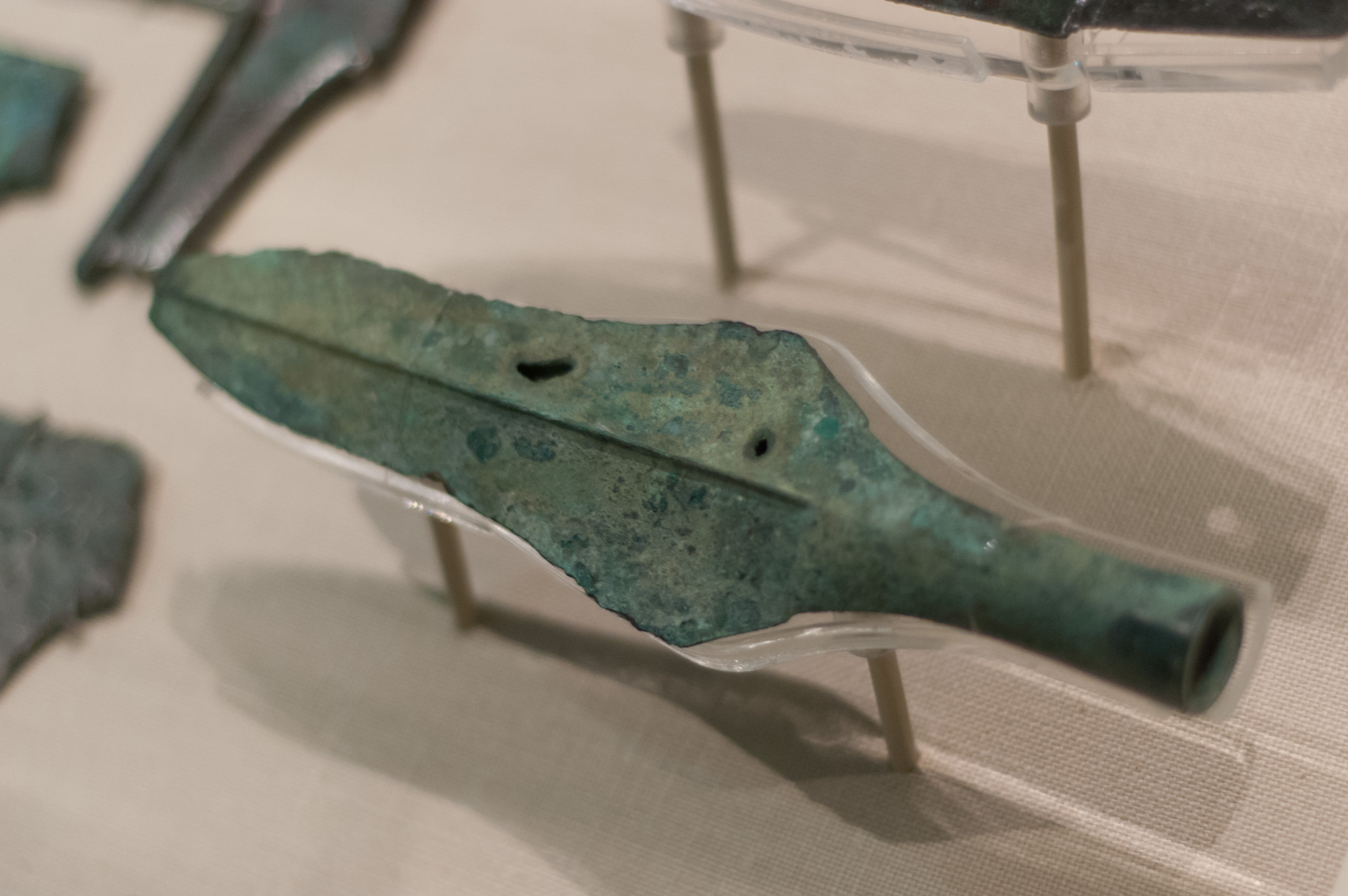
青铜矛，香港历史博物馆。
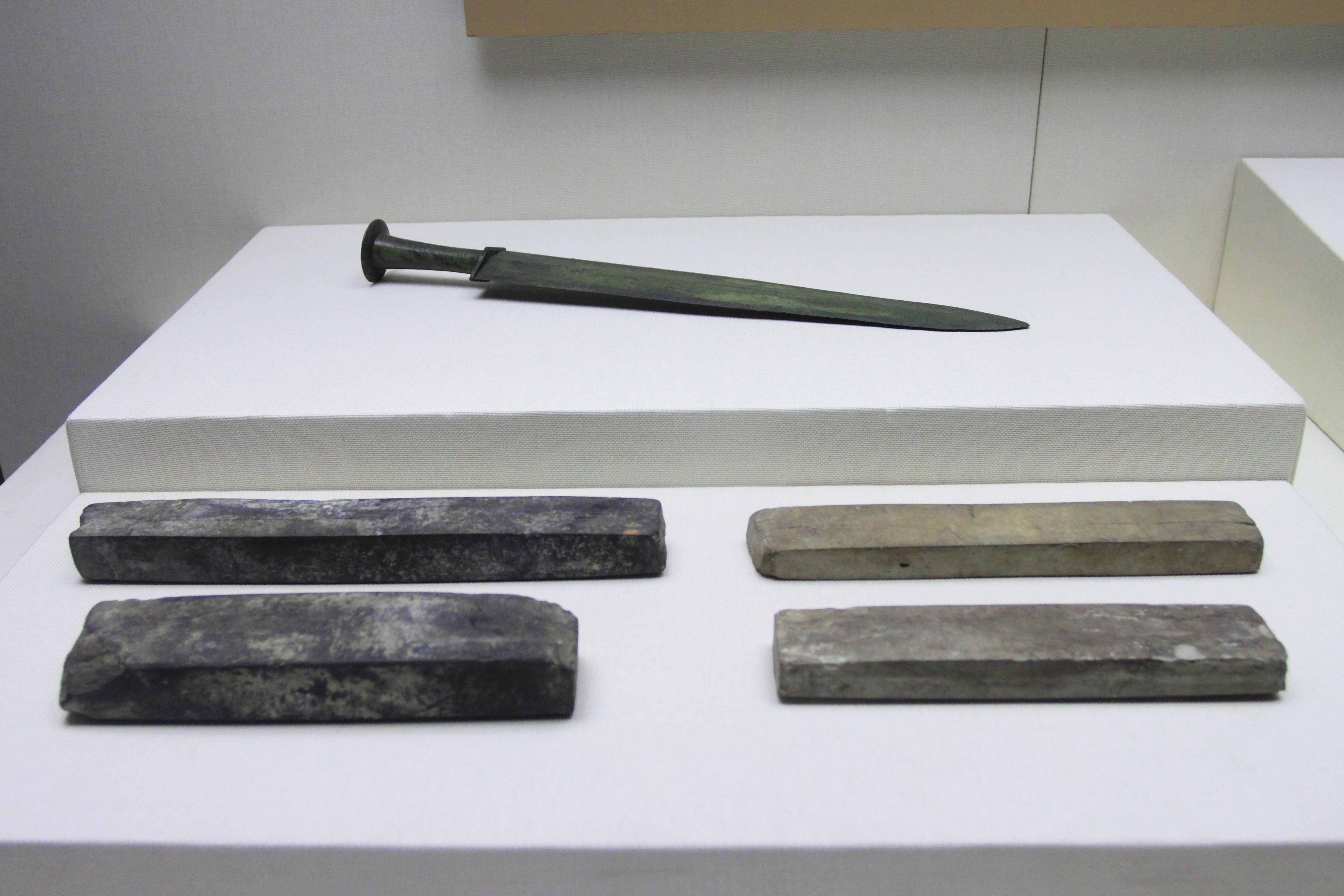
青铜剑，西汉，西汉南越王博物馆。

### 车马器
当卢、马冠、节约、銮铃、軎辖、毂等。

## 铭文
青铜器铭文，习称金文，狭义上指商周时代铸刻在青铜器上的文字，有铸铭和刻铭两种。旧时也称“钟鼎文字”或“彝器款式”。传世和出土的有铭文的青铜器绝大多数分属商周时期，且以周代居多。
战国以前多铸铭，战国时期有较多的刻铭。青铜器铭文不仅内容可能具有重要的历史价值，而且由于铭文的字体、布局等也可能给青铜器的断代提供依据。青铜器铭文中的汉字属于篆书，在汉字经过秦汉隶变之后已不被一般人所认识，因此铭文的释读也是青铜器和古文字研究的一项重要内容。文献中关于出土青铜器铭文的记载始于汉宣帝时，当时常人也不识金文，唯有对古文字精通的京兆尹张敞懂得释读。宋朝以来，随着金石学兴盛，对青铜器铭文的考释也逐步丰富起来，到清代旧金石学的研究达到顶峰。晚清之后，随着引进西方社会科学理论及研究方法，对青铜器铭文的研究也有了很大的转变。
由于对青铜器分期问题存在不同认识，对文字有着不同的见解，研究者们对青铜器铭文产生年代有着不同的看法。一是商朝早期，即二里岗时期，持此看法的学者有等；二是商代晚期的第二期。商代青铜器铭文一般字数不多，少的仅有一个族徽，多的四五个字，未发现有超过五十字的。相比而言，周代青铜器上的文字就丰富得多，已发现的铭文字数最多的青铜器“毛公鼎”，足有铭文500字。

## 青铜器之最
| 名目                 | 文物           | 出土             | 简介       |
| -------------------- | -------------- | ---------------- | ---------- |
| 铭文最多的青铜器     | 毛公鼎         | 陝西岐山周原出土 | 500字銘文  |
| 銘文最多的單件甬鐘   | 宗周鐘（㝬鐘） |                  | 123字銘文  |
| 最大的青铜器         | 秦始皇陵铜车马 | 陕西临潼出土     |            |
| 最大的青铜容器       | 后母戊鼎       | 河南安阳出土     |            |
| 最大的鐵足銅鼎       | 中山王鐵足銅鼎 | 河北平山出土     | 469字銘文  |
| 最大的编钟           | 曾侯乙编钟     | 湖北随州出土     |            |
| 最大的方尊           | 四羊方尊       | 湖南宁乡出土     |            |
| 最大的方罍           | 皿天全方罍     | 湖南桃源出土     |            |
| 最大的簋             | 㝬簋           | 陕西扶风出土     |            |
| 最早的土地「契約」   | 散氏盤         | 陝西寶雞出土     | 357字銘文  |
| 最早的“冰箱”         | 曾侯乙冰鉴     | 湖北随州出土     |            |
| 最高的单件青铜器     | 青铜神树       | 四川三星堆出土   | 高3.95米   |
| 最高拍卖价格的青铜器 | 青銅饕餮紋方尊 | 河南安陽出土     | 3720萬美元 |

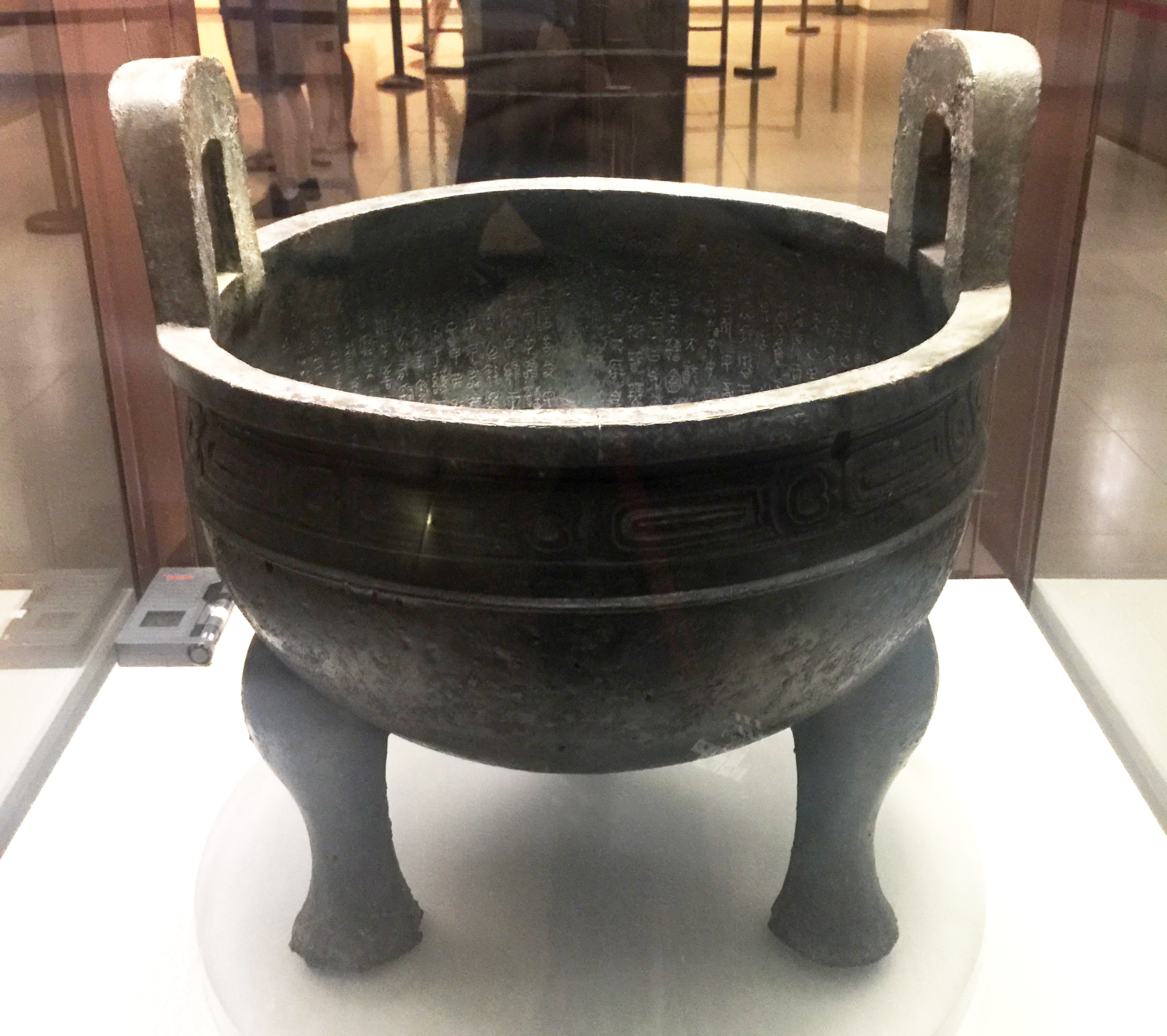
毛公鼎，西周晚期，臺北國立故宮博物院藏。
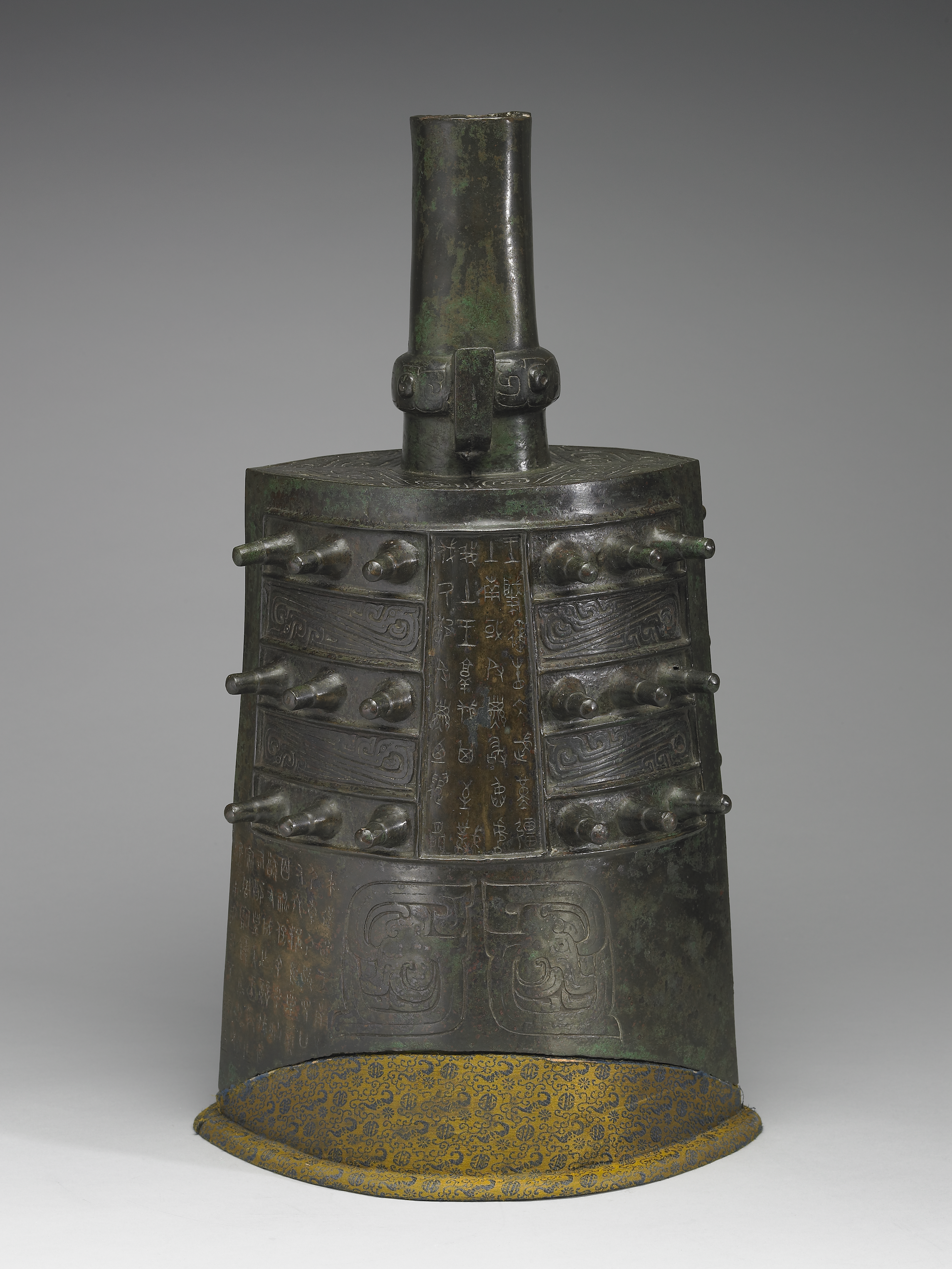
宗周鐘（㝬鐘），西周晚期，臺北國立故宮博物院藏。
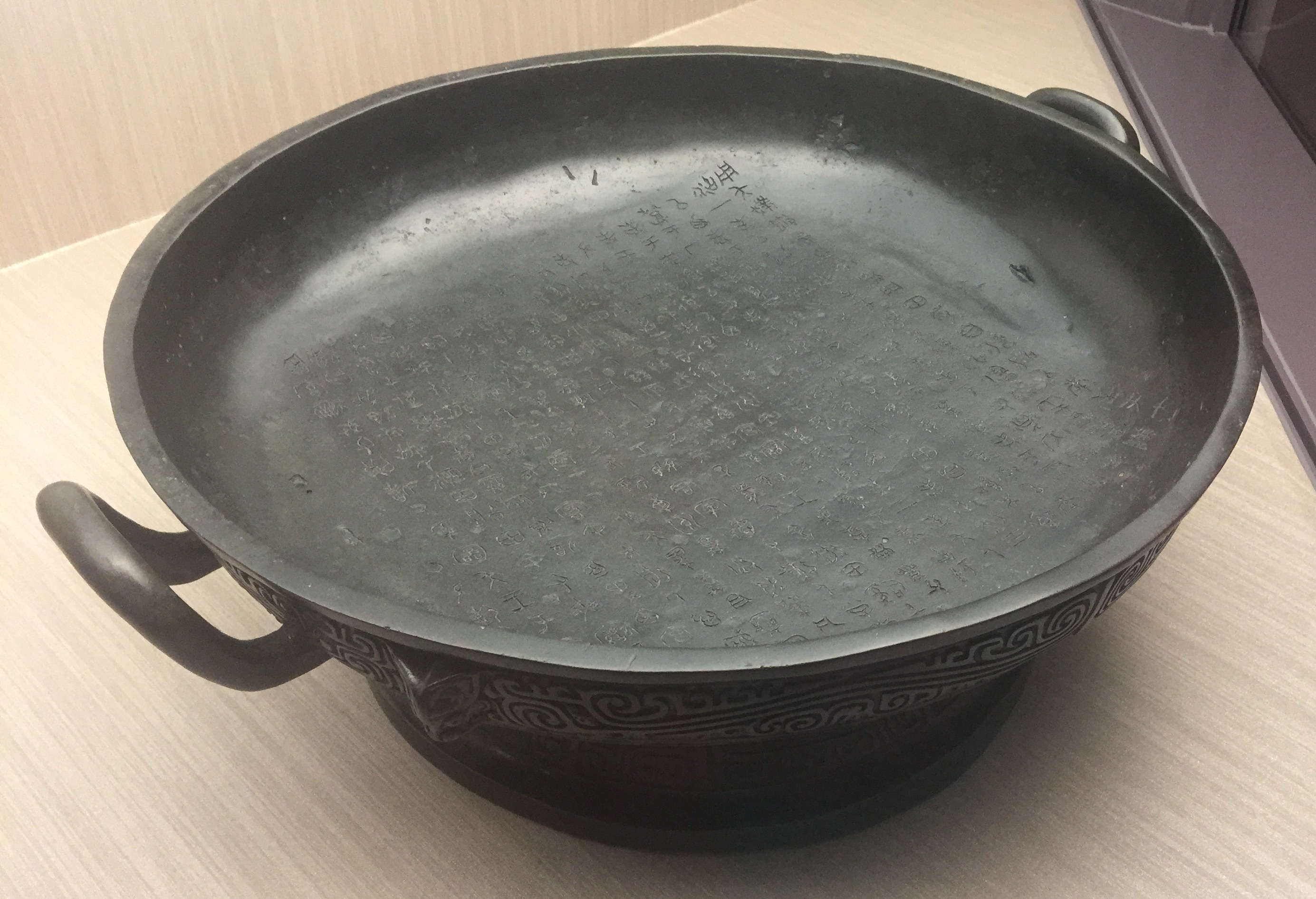
散氏盤，西周晚期，臺北國立故宮博物院藏。

## 研究書目
- 李濟：《殷墟青銅器研究》（上海：上海人民出版社，2008）。
- 李學勤：《中國青銅器的奧秘》（香港：商務印書館，1987）。
- 楊曉能著，唐際根等譯：《另一種古史：青銅器紋飾、圖形文字與圖像銘文的解讀》（北京：三聯書店，2008）。
- 巫鴻：〈对“中国青铜时代”的再思考（页面存档备份，存于）〉。
- 陳芳妹：〈商周「稀有」青銅器類的文化意涵--所謂「邊緣」文化研究的意義（页面存档备份，存于）〉。